# Akademisches Gymnasium Graz
Das Akademische Gymnasium Graz (lateinisch Gymnasium Academicum Graecense) ist eine der ältesten Schulen im deutschen Sprachraum, die älteste höhere Schule der Steiermark und nach den Akademischen Gymnasien in Linz, Wien und Innsbruck das viertälteste der fünf Akademischen Gymnasien in Österreich.
Die Schule wurde am 12. November 1573 im Zuge der Gegenreformation als Jesuitenkollegium in Graz gegründet. Sie diente als Vorstufe zur am 1. Jänner 1585 neu gegründeten Universität Graz (Überreichung des Stiftungsbriefes am 14. April 1586).
Das Gymnasium führte ab 1776 den Namen „Kaiserlich Akademisches Gymnasium“. Heute trägt es die Bezeichnung „Akademisches Gymnasium“ als Ehrentitel. Die Schule beschreibt sich selbst seit 2007 als Schule für Kopf, Herz und Hand.
Das offizielle Schul-Logo „Die Eule auf der Säule“ von Hartmut Urban (mit handschriftlicher Signierung: ‚Akademisches‘ Graz, Austria, siehe Bild) zeigt eine dorische Säule als Symbol für die ursprünglich klassische Ausrichtung der Schule, desgleichen darüber die Eule als Symbol der Weisheit (aus der griechischen Mythologie), und das alles in leichter Schieflage, die man auf verschiedene Weise deuten könnte.
In diesem Sinne versteht sich das Akademische Gymnasium Graz durch sein aktuelles Leistungsangebot als Verbindung von einerseits Bildung in klassisch-humanistischer Tradition und andererseits den dem 21. Jahrhundert gerecht werdenden Anforderungen der Allgemeinbildung. Ein besonderer Schwerpunkt der schulischen Ausrichtung liegt auf der Förderung von Begabungen und Interessen (fbi).

## Geschichte

### Geschichte in der Monarchie

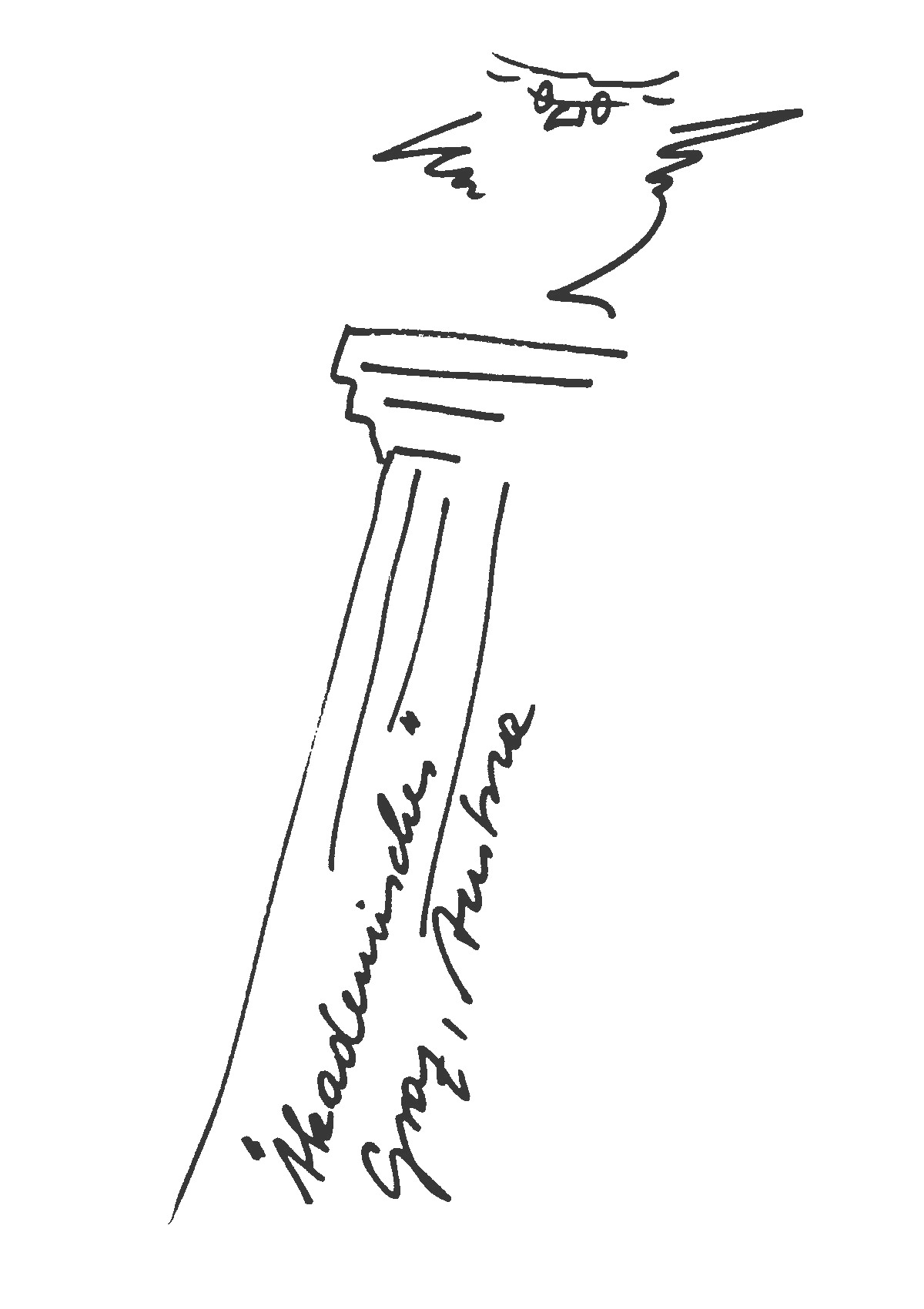
Akademisches Gymnasium Graz, aktuelles Schul-Logo „Die Eule auf der Säule“, Grafik von Hartmut Urban

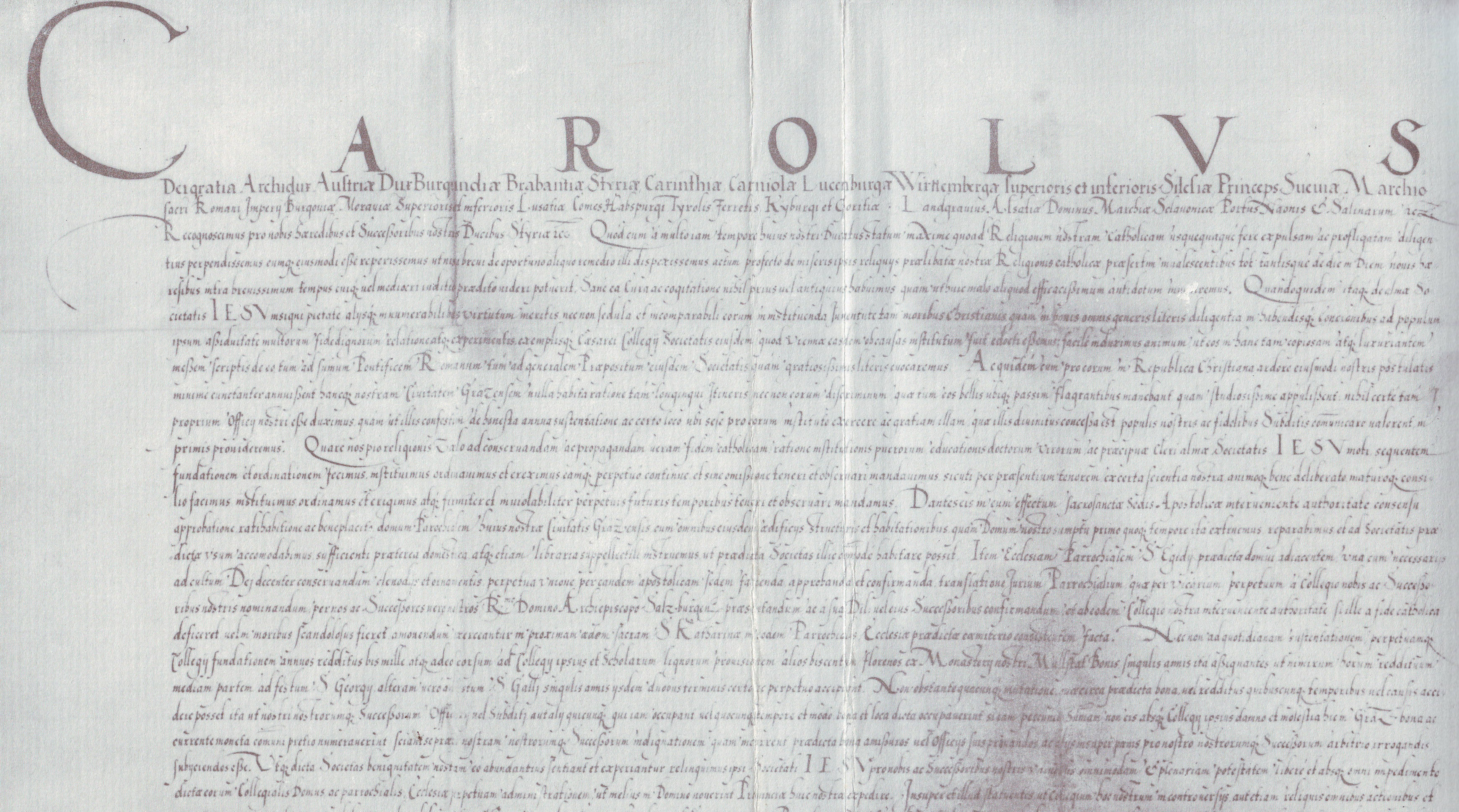
Ausschnitt aus dem Stiftungsbrief des Akademischen Gymnasiums Graz, mit dem Erzherzog Karl II. von Innerösterreich am 12. November 1573 die Schule als Lateinschule der Jesuiten begründete (Reproduktion im Besitz des Akademischen Gymnasiums Graz)

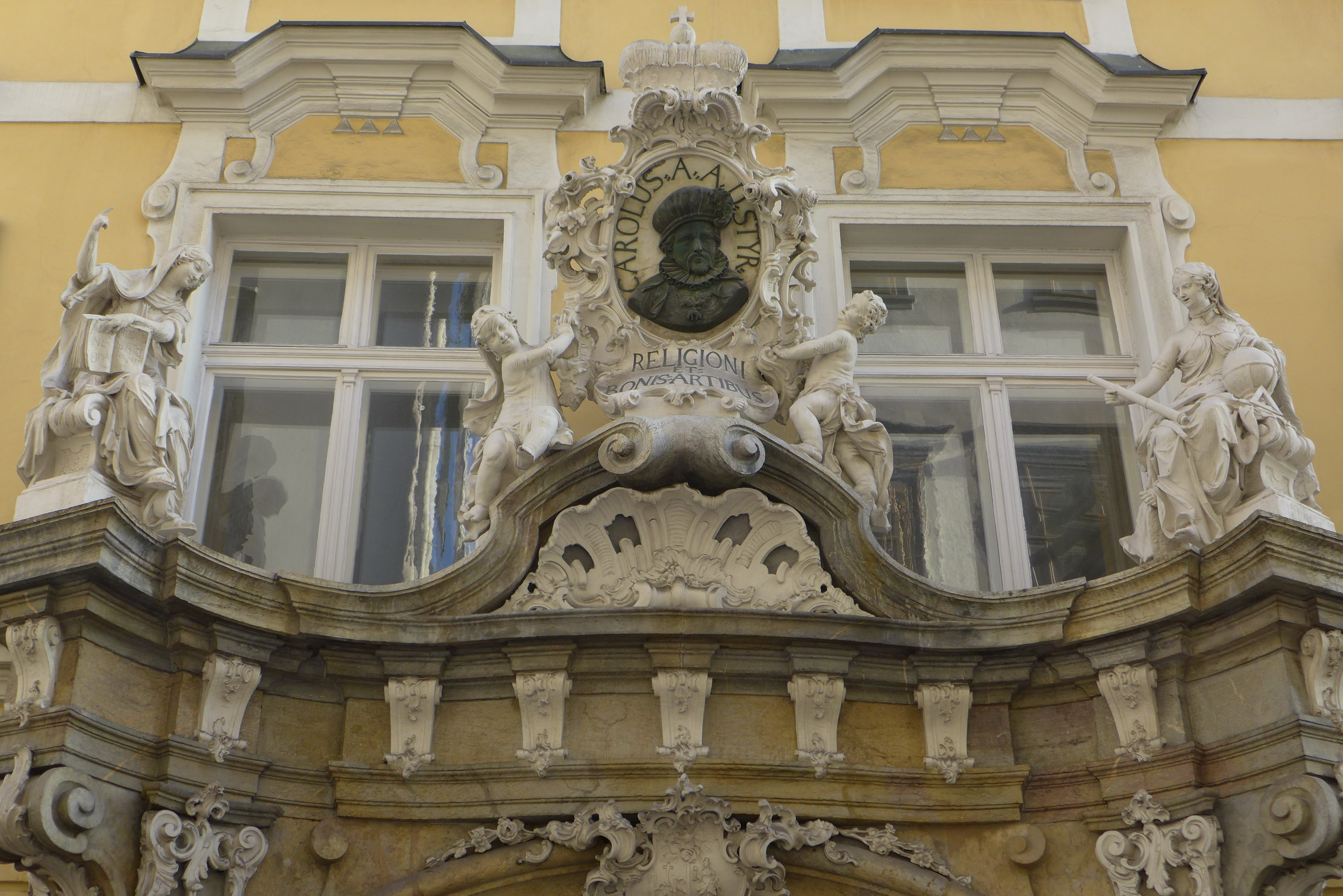
Portrait-Relief Erzherzog Karls II. (Domherrenhof Graz/Adeliges Jesuitenkonvikt 1597–1775: Detail des Portals mit Skulpturen-Schmuck von Veit Königer, 1768)

Mit dem Stiftungsbrief vom 12. November 1573 begründete Erzherzog Karl II. von Innerösterreich, der bestrebt war, das geistige Rückgrat der ständischen Macht im Lande, den Protestantismus, zu brechen, bei der Grazer Pfarrkirche St. Ägidius, dem heutigen Grazer Dom, das Kolleg mit der Lateinschule der Jesuiten als Gymnasium.
Als Dotation wurden vorwiegend Einkünfte und vorhandene Kirchengüter der leerstehenden Klöster Studenitz, Seitz und Geirach (jeweils im heutigen Slowenien) sowie Griffen in Kärnten, alle in der früheren Diözese Lavant liegend, gewidmet. Die bedeutendste Dotation war jedoch der Besitz des von Kaiser Friedrich III. gegründeten St.-Georgs-Ritterordens unter Einschluss des einstigen Benediktinerklosters Millstadt in Kärnten.
Die Grammatikalklassen des Gymnasiums wurden bereits 1577 durch eine Poetik- und 1578 durch eine Rhetorikklasse (Humanitätsklassen) erweitert, die Schule umfasste damit sechs Klassen. Schon 1574 konnten hier 100 Schüler gezählt werden, 1577/78 waren es bereits 200, darunter auch Schüler aus Ländern außerhalb Innerösterreichs.
Als „Fortsetzung des Gymnasiums nach oben“ wurde am 1. Jänner 1585 die Universität Graz gegründet, doch erst am 14. April 1586 wurden Stiftungsbrief samt Zepter und Siegel dem Ordensprovinzial der Jesuiten und gleichzeitig dem ersten Rektor Pater Heinrich Blyssem SJ (1526–1586) in der St. Ägidius-Kirche feierlich überreicht. Beide Institutionen bildeten nunmehr eine Einheit, woraus sich auch die Bezeichnung Akademisches Gymnasium erklärt. Dieses wurde als facultas linguarum der Universität eingerichtet.

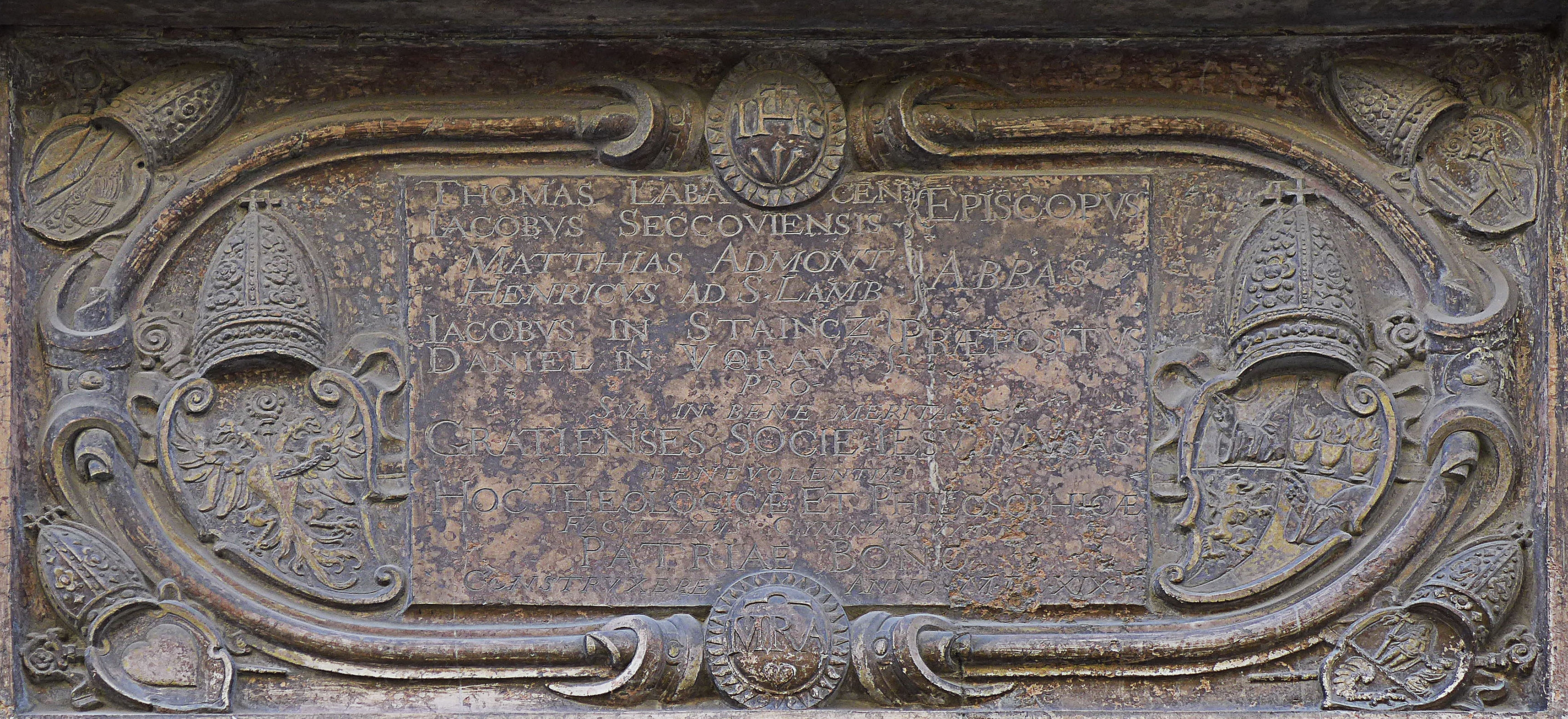
Wappenverzierte lateinische Bauinschrift am „Stöckl“ bzw. „Taubenkobel“, umgebaut 1619 mit kirchlicher Unterstützung (ehemaliges Schulgebäude des Akademischen Gymnasiums Graz, Hofgasse 10)

Das Gebäude der Schule in der Hofgasse 10, das „Stöckl“ oder „Taubenkobel“ genannt wird, wurde vermutlich nach Entwurf von Salustio Peruzzi um 1570/52 für den Hofvizekanzler Wolf(gang) Schranz von Schranzenegg erbaut, später von den Jesuiten übernommen und 1619 umgebaut, wie die über dem Eingang angebrachte lateinische Bauinschrift besagt. Es zeigt die Mitren und Wappen der Diözesanbischöfe von Seckau und Laibach, der Äbte von Admont und St. Lambrecht sowie der Pröpste von Stainz und Vorau (siehe Bild rechts). Das Gebäude steht unter Denkmalschutz (Listeneintrag).
Lehrer an der Schule waren zunächst ausschließlich Mitglieder des Jesuitenordens. Die „ratio studiorum“ maß der charakterlichen und wissenschaftlichen Ausbildung der Lehrer besondere Bedeutung zu. Sie verlangte von ihnen Gelehrsamkeit, Sorgfalt, Fleiß und Eifer in ihren Vorlesungen und Übungen sowie selbstverständlichen, unbedingten Gehorsam gegenüber dem Orden und ein uneingeschränktes Bekenntnis zur katholischen Lehre. Die religiöse Erziehung wurde als wesentlichste Aufgabe des Gymnasiums angesehen, doch ist es bezeichnend für die Weltoffenheit des Jesuitenordens, dass die Erfüllung dieser Aufgabe nicht so sehr durch Vermittlung religiösen Wissens als durch religiöse Übungen anzustreben war. Der religiöse Lernstoff beschränkte sich auf das Auswendiglernen des Katechismus und eine gründliche Kenntnis der Evangelien. Das Um und Auf des Unterrichtes war die lateinische Sprache, wobei jeder Unterrichtshalbtag mit einer Lateinstunde begann. Der Griechischunterricht setzte erst in der vierten Klasse ein.
Ab 1764 wurde die Muttersprache Deutsch zur Grundlage des Unterrichts der untersten Klassen erklärt. Seit 1765 führte der Leiter des Gymnasiums den Titel „Gymnasialpräfekt“ gleich jenen Gymnasialvorständen, deren Anstalt nicht an eine Universität angeschlossen war.

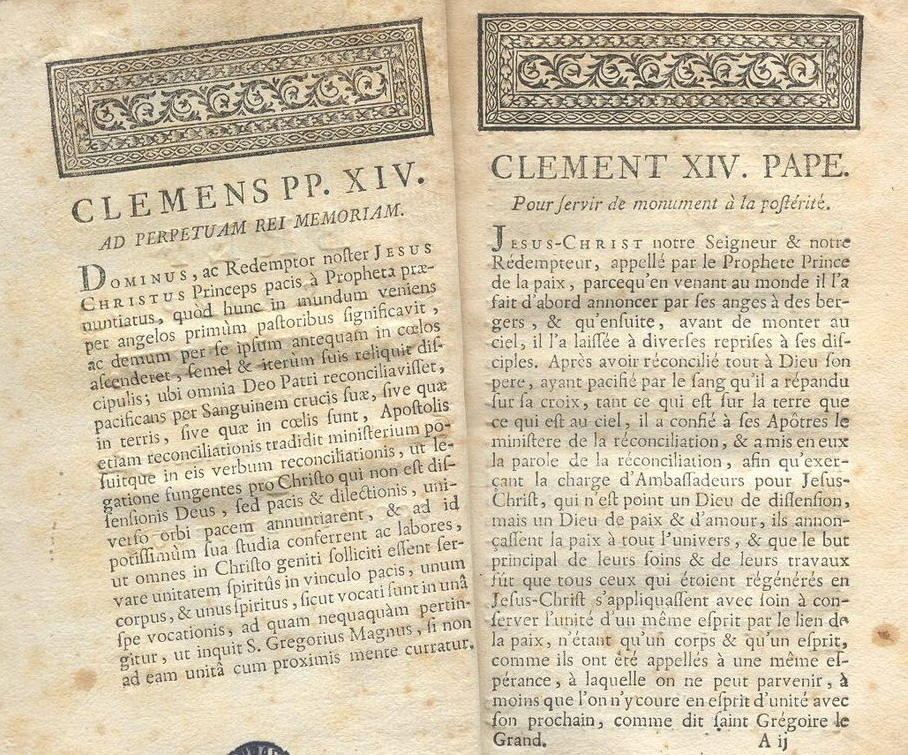
Erste Seite der päpstlichen Aufhebungsurkunde des Jesuitenordens Dominus ac Redemptor noster in Latein und Französisch

Mit der Aufhebung des Jesuitenordens am 21. August 1773 durch das Breve (ein päpstliches Schreiben, das sich von einer Bulle außer durch seine Kürze auch durch die geringere Feierlichkeit unterscheidet) Dominus ac redemptor noster des Papstes Clemens XIV. (siehe Bild links), die in Österreich mit 10. September 1773, also während der Regentschaft Kaiser Josephs II., verfügt wurde, wurden Gymnasium und Universität in staatliche Verwaltung übernommen. Der „Entwurf zur Errichtung von Gymnasien in den k. k. Erblanden“ regelte ab 1775 die Beschaffenheit der höheren Mittelschulen, an denen Latein (zum Teil als Unterrichtssprache) ein Bestandteil des Lehrplans war. Das ehemalige Jesuitengymnasium wurde landesfürstlich und führte ab 1776 den Namen „Kaiserlich Akademisches Gymnasium“. Der Lehrplan umfasste Physik, Geometrie, Naturgeschichte, Rhetorik und Poetik, weiters auch noch die Fächer Geografie und Geschichte.

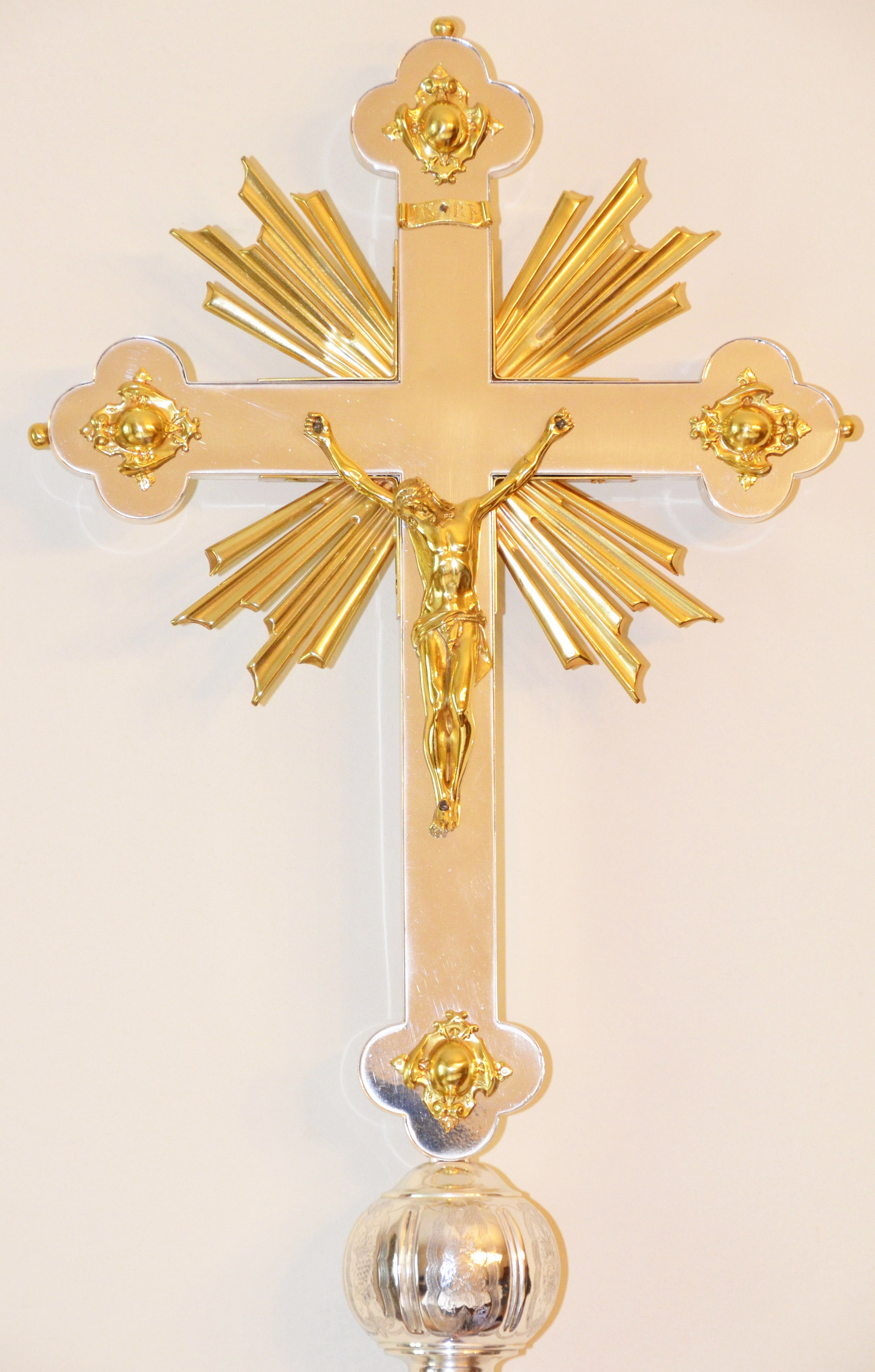
Schulkreuz des Akademischen Gymnasiums Graz mit Gravur: „Von den Studierenden des k. k. Obergymnasiums zu Graz gewidmet im Schuljahr 1862“, restauriert 2013

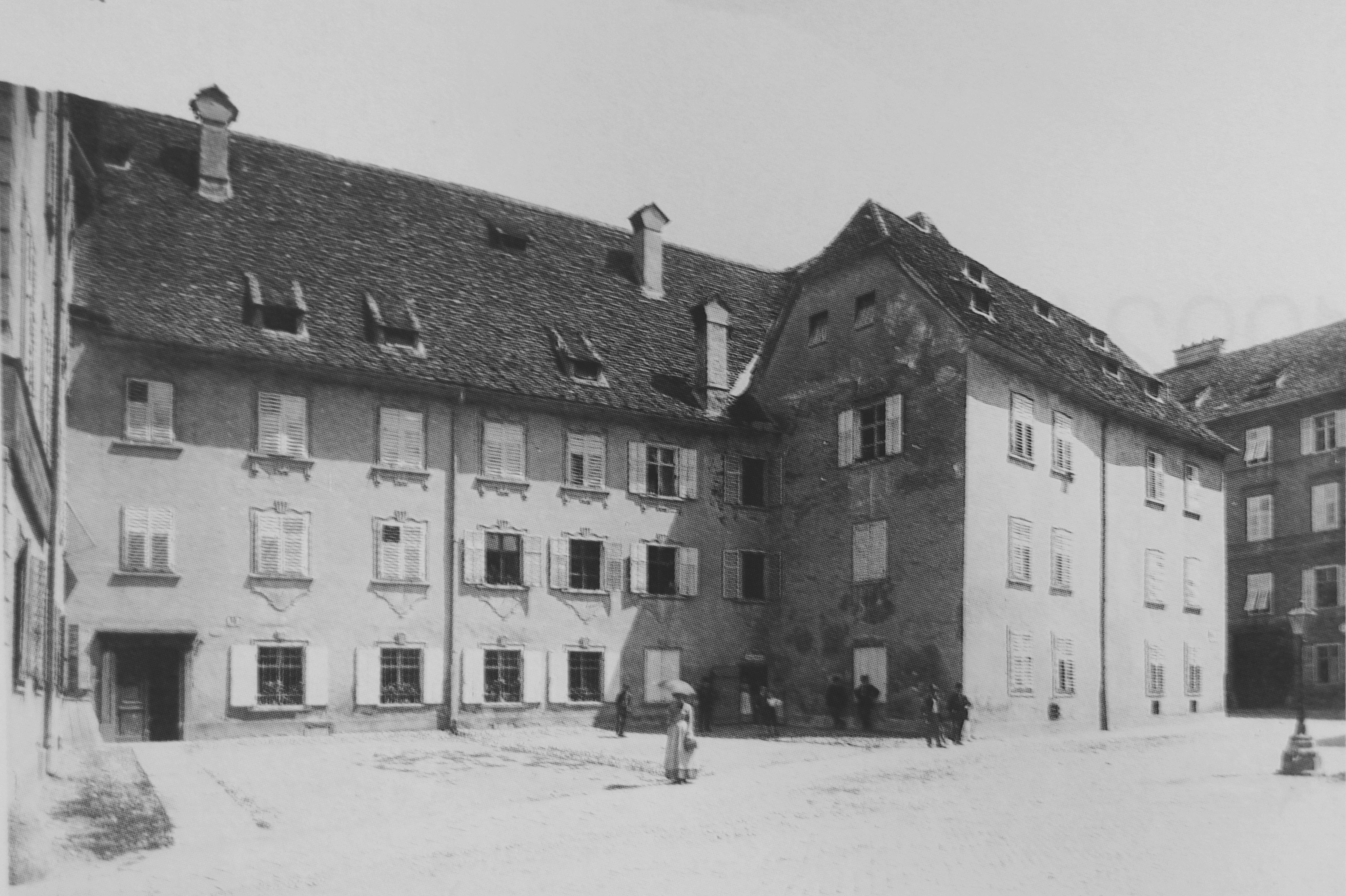
Bürgergasse 15, Graz, vor dem Neubau des 1. k. und k. Staatsgymnasiums Graz (1889)

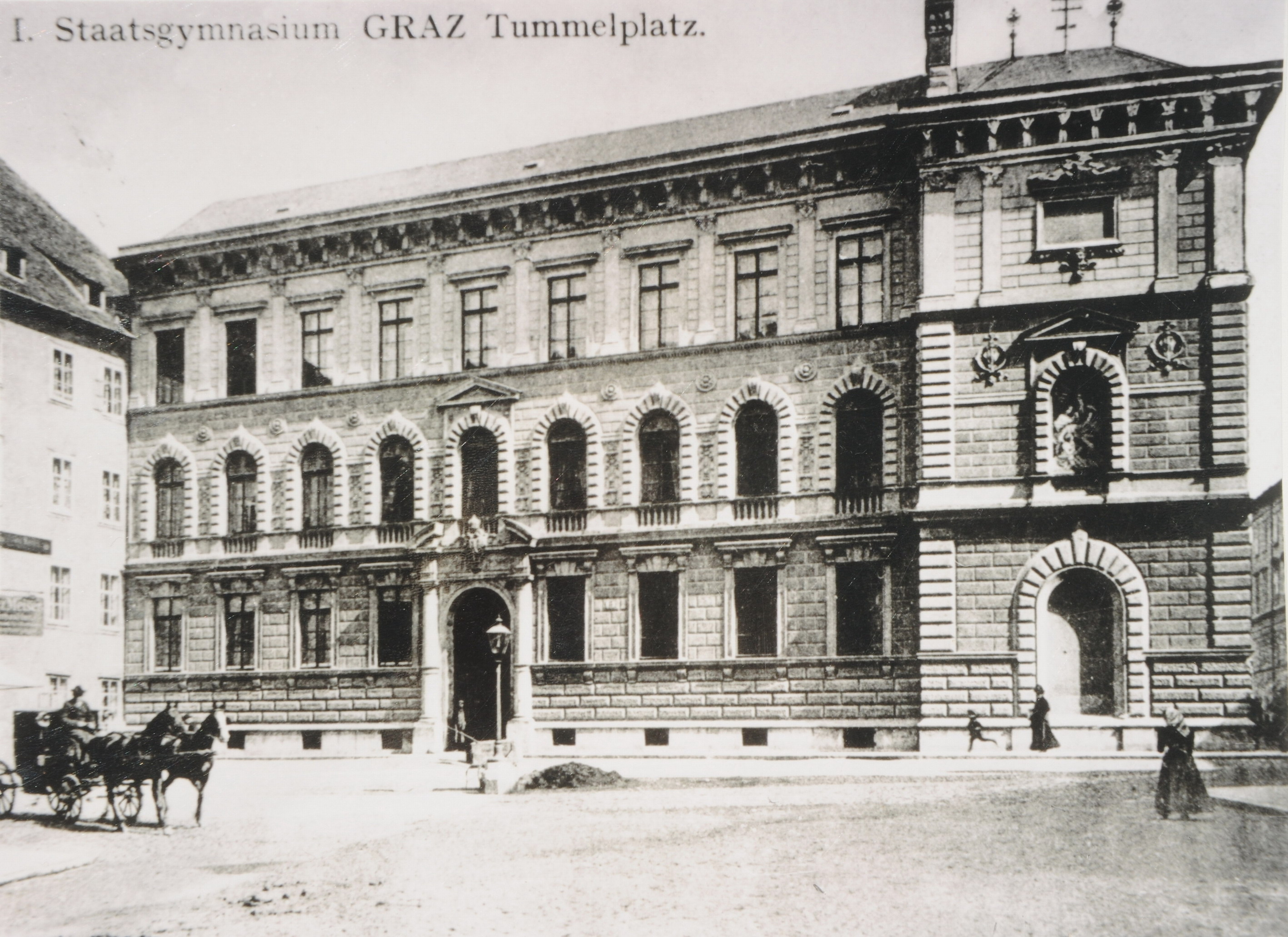
1. k. und k. Staatsgymnasium Graz (Neubau), Originalfotografie (um 1900) im Besitz des Akademischen Gymnasiums Graz

Im Zusammenhang mit der Einführung eines neuen Lehrplanes, genannt „Gymnasialkodex“, wurde das Gymnasium im Jahr 1805 zu einem „Gymnasium erster Klasse“ und wegen seiner Verbindung mit dem Lyzeum – die Universität war 1782 in ein Lyzeum umgewandelt worden – erneut zum „Akademischen Gymnasium“ erklärt. Es bestand aus sechs Klassen, vier Grammatikal- und zwei Humanitätsklassen. Weiters wurde als Neuerung vom Klassenlehrer- auf ein Fachlehrersystem umgestellt. Die sieben Lehrgegenstände des Gymnasiums waren „Lateinische Grammatik“, „Stilkunde“, „Geografie und Geschichte“, „Mathematik“, „Naturgeschichte und Naturlehre“, „Griechisch“ und „Religionslehre“. Die Wochenstundenzahl je Klasse betrug 18. Vorgesehen war eine Trennung der Lehrfächer in Haupt- und Nebengegenstände, wobei es nur ein Hauptfach gab: Latein. Einen eigenen Deutschunterricht gab es nicht. Die Kenntnis der deutschen Sprachlehre wurde als bekannt vorausgesetzt. Zur selben Zeit wurde bestimmt, dass das Gymnasium mit Benediktinern aus dem Stift Admont als Lehrkräften besetzt werden sollte.
Nach dem „Organisationsentwurf von 1849“ (Kurzbezeichnung für den von Franz Serafin Exner und Hermann Bonitz 1849 verfassten „Entwurf der Organisation der Gymnasien und Realschulen in Österreich“ als gesetzliche Grundlage für das moderne 8-klassige Gymnasium), der eine völlige Neuordnung des österreichischen Gymnasialwesens mit sich brachte, und den im Jahr 1854 definitiv umgesetzten Reformen unter Kultus- und Unterrichtsminister Leopold Graf von Thun und Hohenstein wurde die Schule aus dem Verband der Universität gelöst und als eigenständiges Gymnasium, bestehend aus acht Klassen, weitergeführt. Es wurde auch eine die Schule abschließende Maturaprüfung für die Schüler eingeführt, die zum Studium an einer Universität oder Hochschule berechtigte. Ebenso wurde der bisherige Titel der Leiter der Schule von „Gymnasialpräfekt“ in „Direktor“ abgeändert, auch das Amt eines Klassenvorstandes wurde geschaffen. Die Bezeichnung „Akademisches Gymnasium“ verlor nunmehr ihre Berechtigung, da der direkte Bezug zur Universität nicht mehr gegeben war; die Schule hieß ab dem Schuljahr 1855/56 offiziell „k.k. Gymnasium in Graz“. 1869 erhielt sie nach der Gründung eines zweiten Gymnasiums in Graz die Bezeichnung „1. k.u.k. Staatsgymnasium Graz“.
Im Jahr 1883 weilte Kaiser Franz Joseph I. in Graz, und während seiner Anwesenheit besuchte er auch das Gymnasium. Der Eindruck, den die räumlichen Missstände in der Hofgasse 10 auf ihn machten, war ein solcher, dass er anordnete, das Gymnasium müsse in neue Räume übersiedeln. Der Neubau nach dem Entwurf des Architekten Leopold Theyer wurde allerdings erst im Jahr 1889 beschlossen und in Angriff genommen.
Am 4. August 1890 stattete Kaiser Franz Joseph I., diesmal in Begleitung des Ministerpräsidenten Eduard Graf Taaffe, des Ministers für Kultus und Unterricht Paul Freiherr Gautsch von Franckenthurn und des Statthalters Baron Guido Kübeck, wiederum der Schule und auch ihrem in Bau befindlichen, neuen Gebäude am Tummelplatz einen Besuch ab. Mit der Fertigstellung des Neubaues wurde das Gymnasium endgültig vom „Stöckl“ oder „Taubenkobel“ genannten Gebäude in das neu errichtete Schulgebäude am Tummelplatz verlegt, die feierliche Eröffnung des Neubaues fand am 21. September 1890 statt, wobei Fürstbischof Johann Baptist Zwerger, der als Konzilsvater des Ersten Vatikanischen Konzils sowie auch durch das große Bauprojekt der Herz-Jesu-Kirche in Graz bekannt ist, die Einweihung vornahm. Die beiden Doppeladler, am Dachfirst der Schule angebracht, erinnern noch heute an den Besuch Kaiser Franz Josephs I. und die Neuerrichtung des Gebäudes (siehe Bild der Schule in der Infobox, ebenso die historischen Bilder „1. k. und k. Staatsgymnasium Graz Tummelplatz um 1900“). Obwohl das Gebäude am Tummelplatz liegt, lautet die heutige Anschrift dennoch: Bürgergasse 15.
In der Ministerialverordnung vom 3. März 1893 wurde das 1. k. und k. Staatsgymnasium in Graz als jene Schule in der Steiermark bestimmt, an der Maturaprüfungen von Frauen abzulegen waren. Als erste Beispiele für die Ablegung der Reifeprüfung als Externistinnen sind Maria Schuhmeister (1899) und Oktavia Aigner-Rollett (1900) zu nennen. Damit stand das Gymnasium in der Folgezeit auch für die Aufnahme von Mädchen offen.
Während der Zeit des Ersten Weltkrieges musste das Schulgebäude mehrfach geräumt werden, weil es entweder als Kaserne oder als Quartier für zwei Volksschulen gebraucht wurde. Die Schule erhielt Unterkunft teils im Priesterseminar, teils im Franziskanerkloster bzw. in der Technischen Hochschule Graz. Erst knapp vor Kriegsende, am 16. September 1918, konnte das Gymnasium wieder in sein Haus zurückkehren.

### Geschichte seit der Republik

#### Geschichte in der 1. Republik
Seit Ende November 1918 kehrten Lehrer und Schüler aus dem Kriegsdienst wieder in die Schule zurück. Für die letzteren wurden im Jänner 1919 eigene Lehrgänge eingerichtet, die nach dreimonatiger Dauer mit der Verleihung des Reifezeugnisses unter Erlassung der Prüfung abgeschlossen wurden.
Gegenüber von Deutschland ausgehenden pädagogischen Reformbewegungen der 1920er-Jahre setzte das Professorenkollegium des Akademischen Gymnasiums auf die Vorzüge der humanistischen Bildung gegenüber der Realschule: das Gymnasium blieb die Standesschule für die Söhne und Töchter der höheren Beamtenschaft, der freiberuflichen Akademiker und der diesen sozial gleichgestellten Schichten in viel höherem Maße, als es das Jesuitengymnasium je gewesen war.
Nach dem Ende der Monarchie wurde die Schule 1921 in „1. Bundesgymnasium“ umbenannt, im Zuge der Feier des 350-jährigen Bestandes im Jahr 1924 jedoch wieder in „Akademisches Gymnasium“ rückbenannt.
Mit Beginn des Schuljahres 1927/28 trat ein neuer Lehrplan in Kraft, der für das Gymnasium einen starken Zustrom an Schülern zur Folge hatte: die Schule zählte in diesem Jahr bereits 452 Schüler, darunter 58 Mädchen, in 15 Klassen. Deutsch wurde zum tragenden Fach der ersten Klasse, die fremdsprachenfrei gehalten wurde. Latein setzte in der zweiten Klasse ein, Griechisch in der vierten Klasse, beide Fremdsprachen liefen bis zum Schluss der Schulzeit. Die Ursachen für den Aufschwung waren auch in der Tatsache bedingt, dass die Schule ihren guten Ruf nützte, und es für jeden Lehrer als Auszeichnung galt, am Akademischen Gymnasium wirken zu dürfen. Seit dem Schuljahr 1931/32 wurde dem Gymnasium die Aufnahme von Mädchen untersagt, da das Ministerium die Mädchenerziehung Klosterschulen überlassen wollte.
Der Sieg der Diktatur 1933 traf die Schule hart: während der Februarkämpfe 1934 waren mehrere Schüler der oberen Klassen zu den sogenannten „Assistenzkörpern“ (Heimatschutz) eingerückt, außerdem wurden trotz des bestehenden Raummangels Heimatschutzgruppen in das Gebäude verlegt. Es fanden „vaterländische Schulfeiern“ statt und Kriegsvorbereitungen wurden getroffen, nur wusste noch niemand, gegen wen man Krieg führen sollte. Im Juni 1935 wurde der erste Vortrag über Luftschutz in der Schule abgehalten und im folgenden Jahr setzte die vormilitärische Jugenderziehung ein (beispielsweise die Einteilung der Schüler in sieben „Kompagnien“).
Ab dem Schuljahr 1934/35 galt wieder ein neuer Lehrplan, der Beginn des Lateinunterrichtes wurde erneut in die erste Klasse, der des Griechischunterrichtes in die dritte Klasse verlegt. 1937 wurde eine Schulgruppe des „Österreichischen Jungvolkes“ eingerichtet, wodurch jene Schüler, die keiner katholischen Jugendorganisation angehörten, mit den Ideen der Vaterländischen Front bekannt gemacht werden sollten.

#### Geschichte im Nationalsozialismus

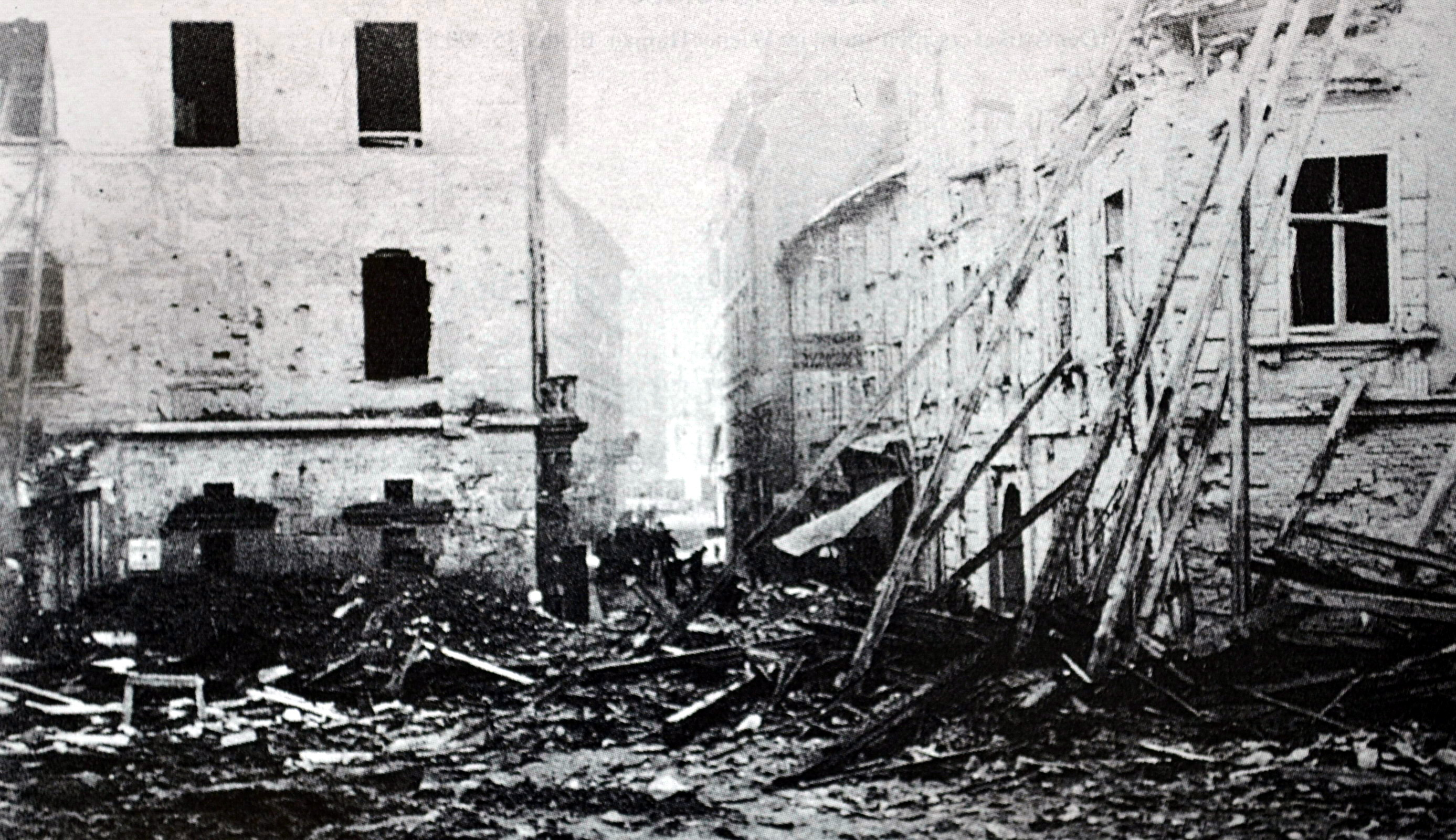
Blick vom Akademischen Gymnasium Graz auf die Hans-Sachs-Gasse nach dem Bombenangriff am 1. November 1944

Mit der Machtergreifung Adolf Hitlers brach die Ordnung wie im ganzen Lande so auch im Gymnasium zusammen. Direktor Johann Vogelsang und sieben den nationalsozialistischen Machthabern nicht genehme Lehrer wurden entlassen, der Direktor verhaftet und in ein Konzentrationslager verschleppt. An die Stelle der enthobenen Lehrer traten junge Lehrer, die ihre Aufgabe in der politischen Umschulung, nicht der geistigen Schulung der Jugend erblickten und dadurch das Niveau der Bildung senkten. Die Leitung des Gymnasiums übernahm Viktor Gölles als „Oberstudiendirektor“. Ein nationalsozialistischer Lehrplan trat in Kraft, wobei beispielsweise der Religionsunterricht abgeschafft und eine völlige Neuordnung der Wertung der Gegenstände mit der „Leibeserziehung“ an der Spitze vorgenommen wurde. Fremdsprachen rückten an das Ende der Rangliste. Hauptaufgabe des Deutschunterrichtes wurde die Erziehung zum volksbewussten, kampffreudigen Angehörigen der „führenden“ Nation der Welt.
Nach der Auflösung des Bischöflichen Gymnasiums Graz durch die Nationalsozialisten im Jahr 1938 wurden die meisten ehemaligen Schüler desselben im Akademischen Gymnasium Graz aufgenommen, darunter auch der spätere steirische Diözesanbischof Johann Weber. Weber wurde, wie viele andere seiner Generation, jedoch bereits im Jahr 1943 nach der 6. Klasse zunächst als Luftwaffenhelfer, dann zur Wehrmacht eingezogen und bekam die absolvierte Reifeprüfung nach Kriegsende per Dekret zuerkannt.
Da alle Schüler ab 1938 sofort nach der Matura zum Wehrdienst eingezogen wurden, wurde die Reifeprüfung zunächst um vier Monate vorverlegt, später wurde die Schulzeit sogar auf sieben, dann auf sechs Jahre reduziert. Schließlich wurden sogar schon die Schüler der fünften Klassen als Luftwaffenhelfer oder zum Bau von Splitterschutzgräben in der Südsteiermark verpflichtet. Dementsprechend nahm die Schülerzahl auf Grund des Krieges ständig ab.
Durch mehrere Bombenangriffe der Alliierten auf Graz im Jahr 1944, besonders am 1. November 1944, wurde das Schulgebäude vor allem an der Hauptfront – Richtung Tummelplatz – schwer beschädigt, ein ordnungsgemäßer Unterricht war ab diesem Zeitpunkt praktisch nicht mehr möglich.
Eines der letzten Opfer des Krieges unter den Angehörigen der Schule war Oberstudiendirektor Viktor Gölles, der im Kampf gegen die in der Oststeiermark vorrückenden Russen 1945 fiel. Seinem Stellvertreter Wilhelm Bouvier blieben kaum noch schulische Aufgaben.

#### Geschichte in der 2. Republik

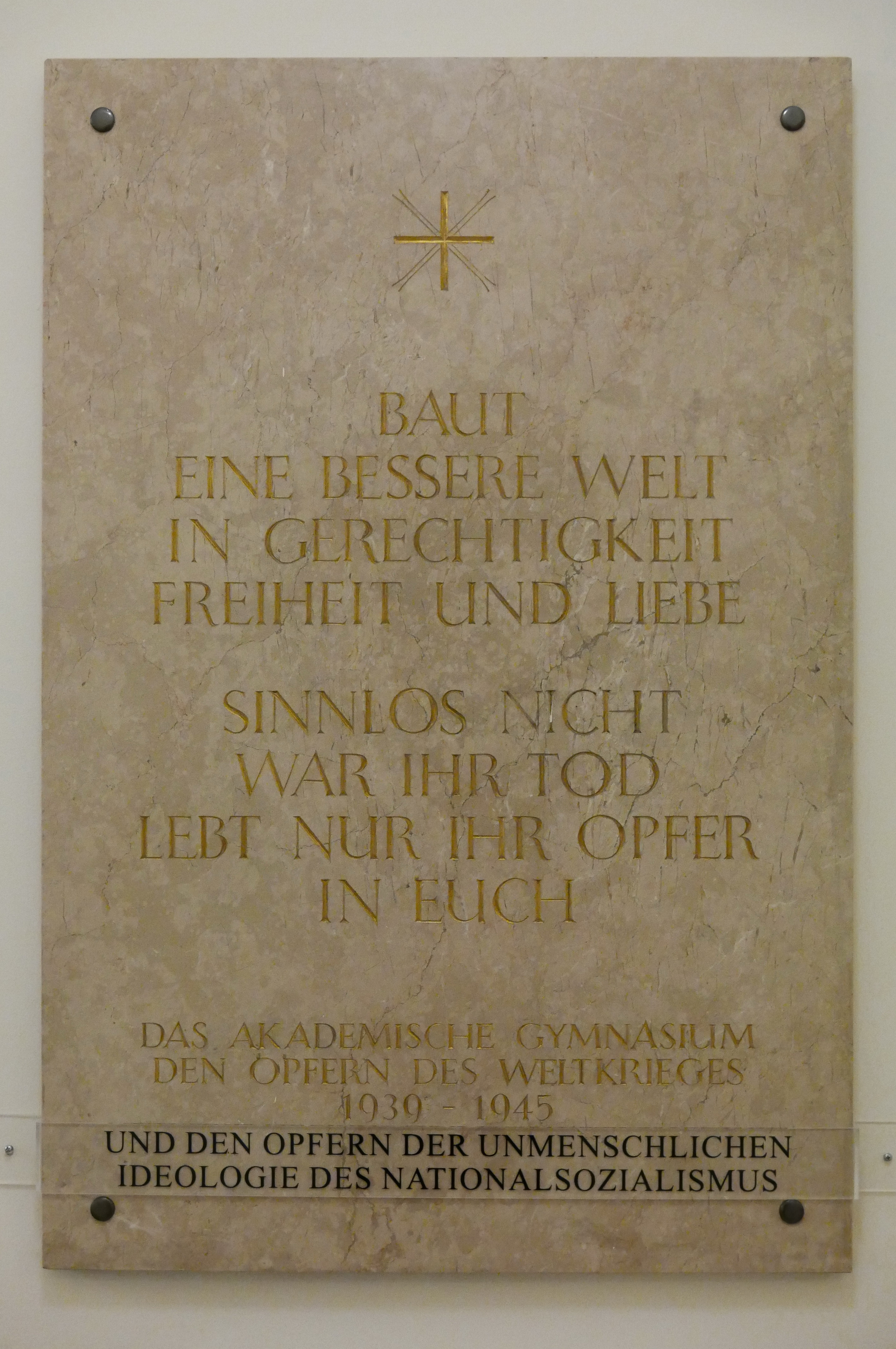
Gedenktafel für die Opfer des Weltkrieges 1939–1945 und des Nationalsozialismus (mit der im Rahmen einer schulinternen Feier zum Gedenkjahr 1938/2018 montierten Schriftinstallation von Walter Köstenbauer mit dem ergänzenden Text: „UND DEN OPFERN DER UNMENSCHLICHEN IDEOLOGIE DES NATIONALSOZIALISMUS“)

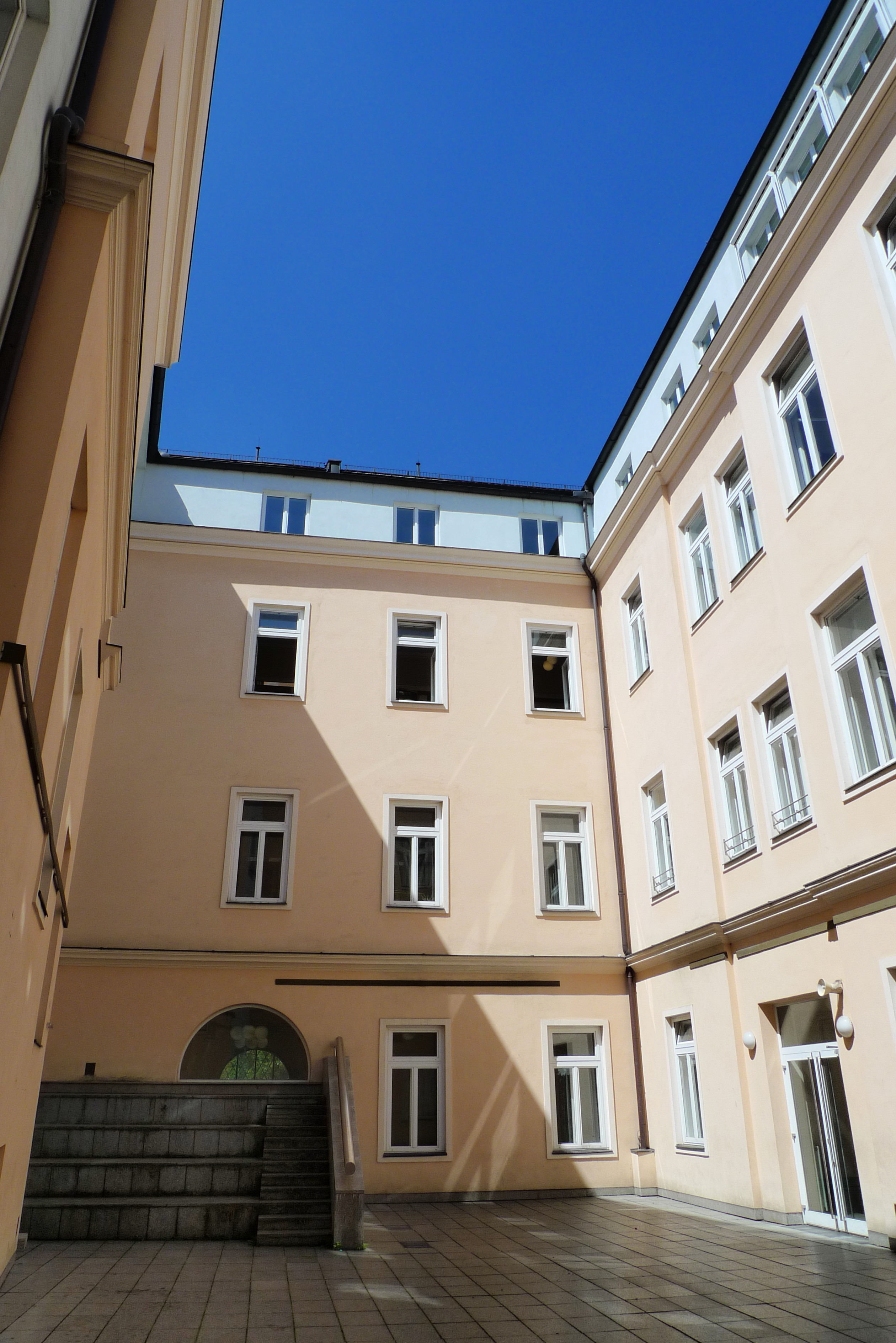
Akademisches Gymnasium Graz, Innenhof

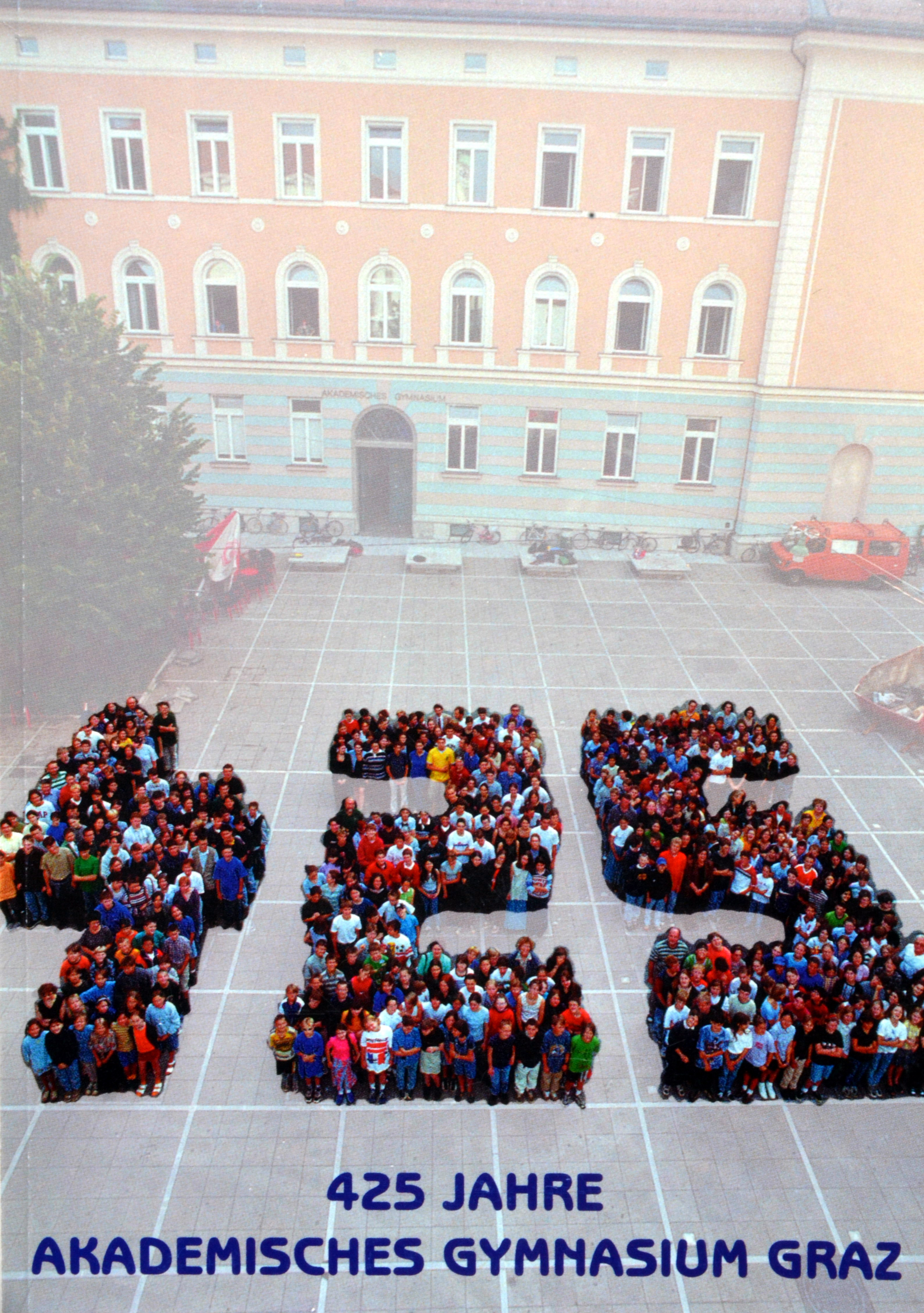
425 Jahre Akademisches Gymnasium Graz, Umschlagbild Jahresbericht 1998/99

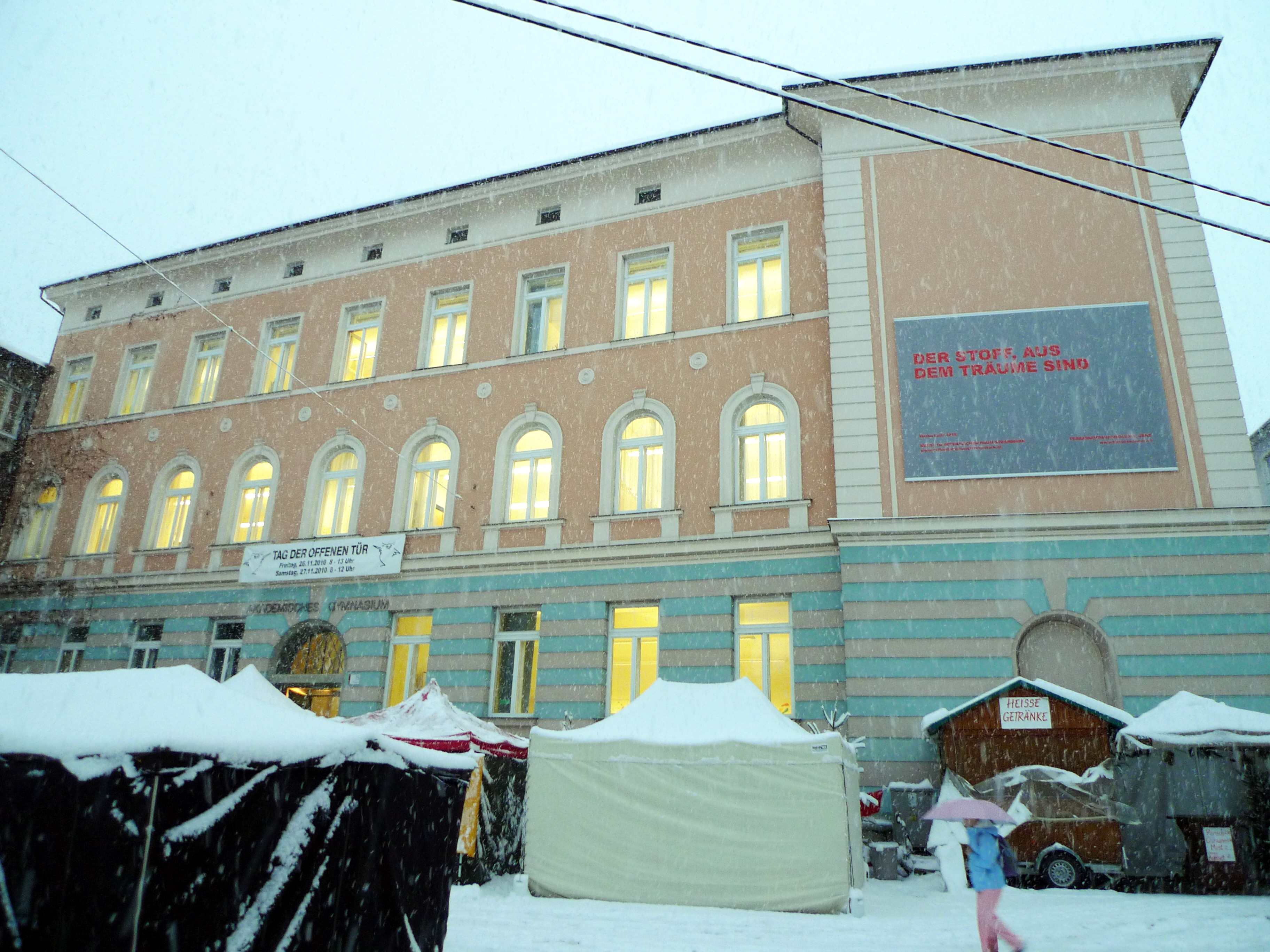
Akademisches Gymnasium Graz im Winter. Mit Installation „Der Stoff, aus dem die Träume sind“ von Marko Lulić, Träger des Kardinal-König-Kunstpreises 2009

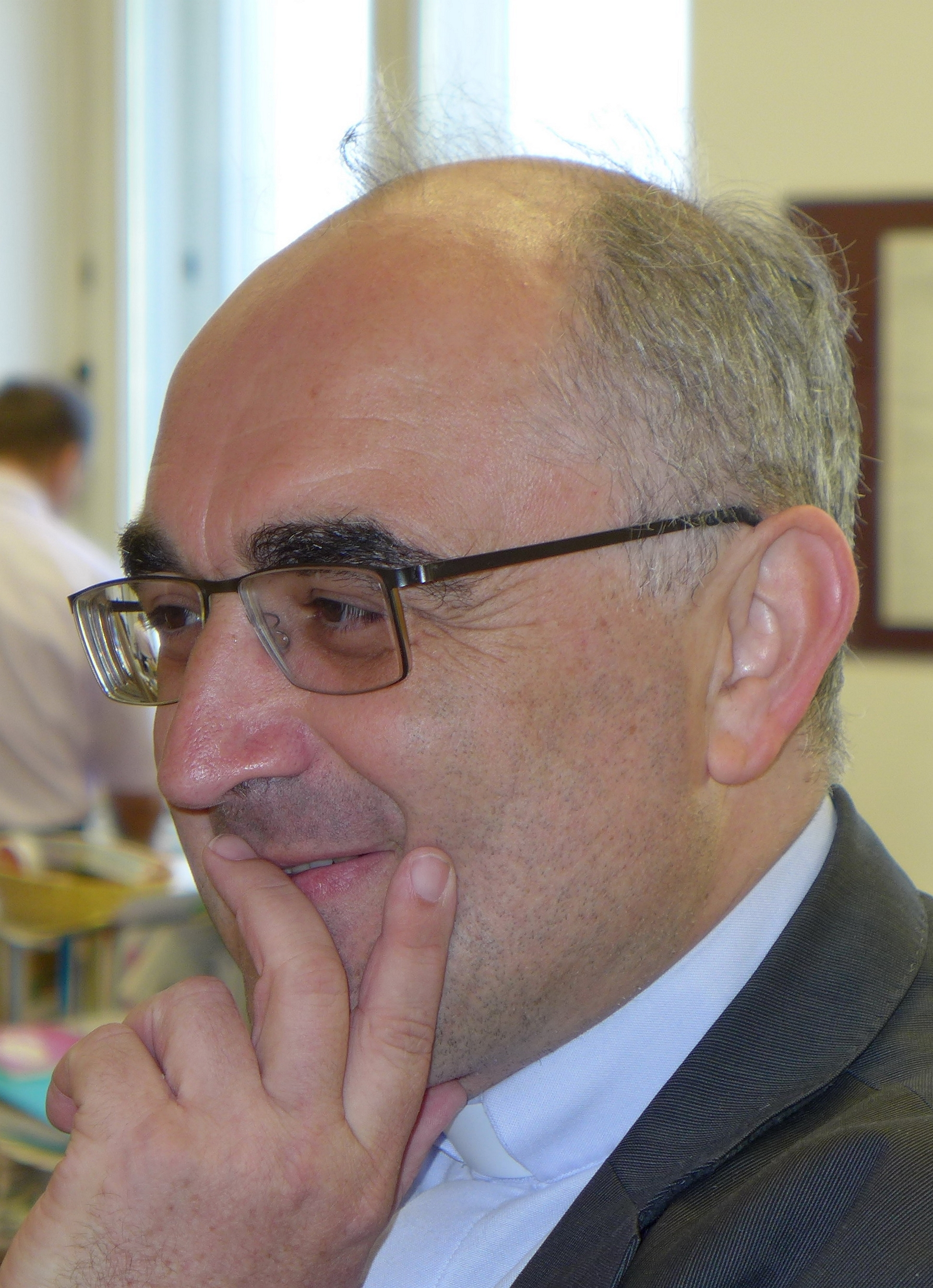
Diözesanbischof Wilhelm Krautwaschl zu Besuch im Akademischen Gymnasium Graz, 19. Mai 2015

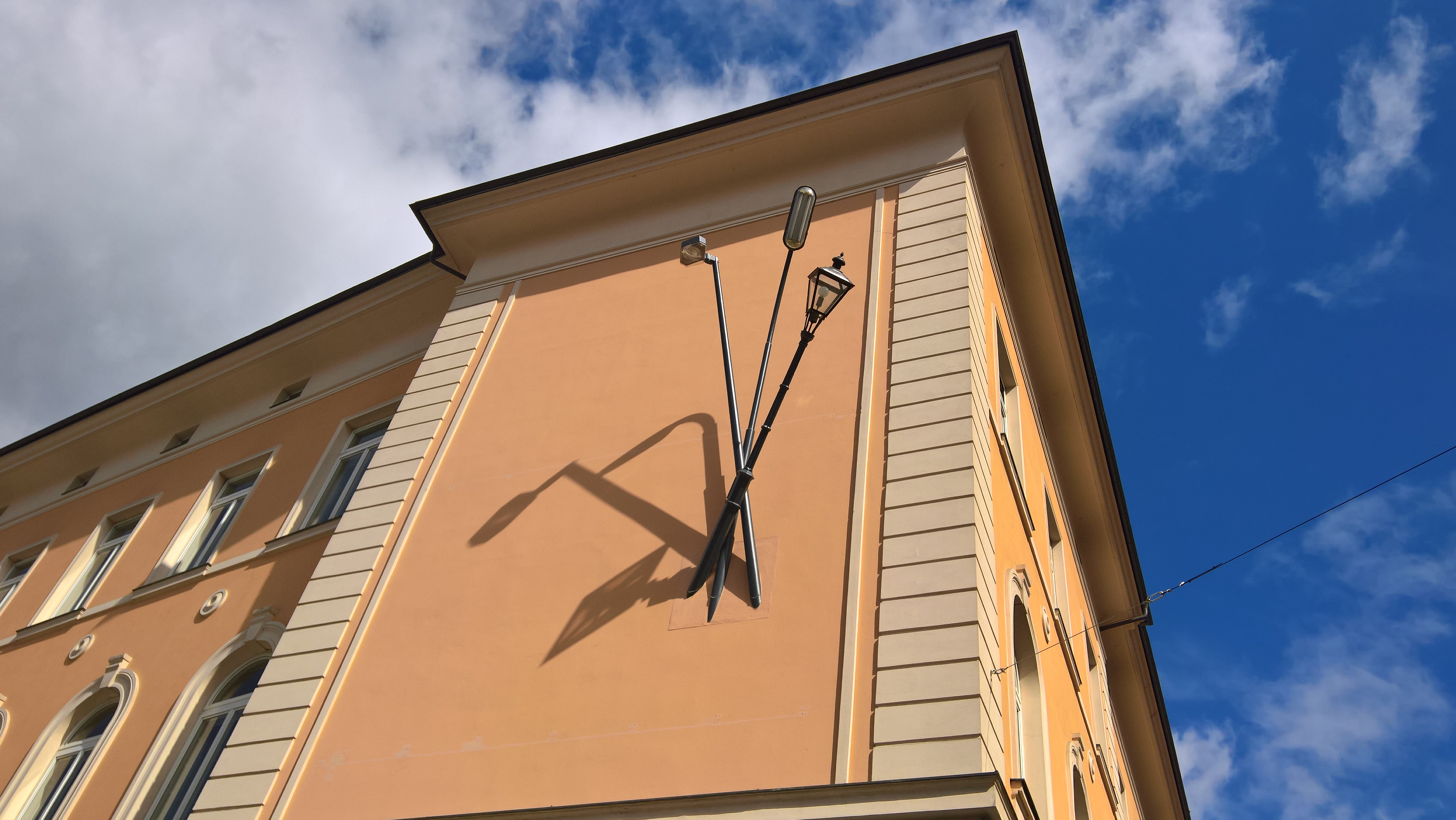
Akademisches Gymnasium Graz, Installation dreier ausrangierter Straßenleuchten von Manfred Erjautz: Skulpturale Akupunktur (2017)

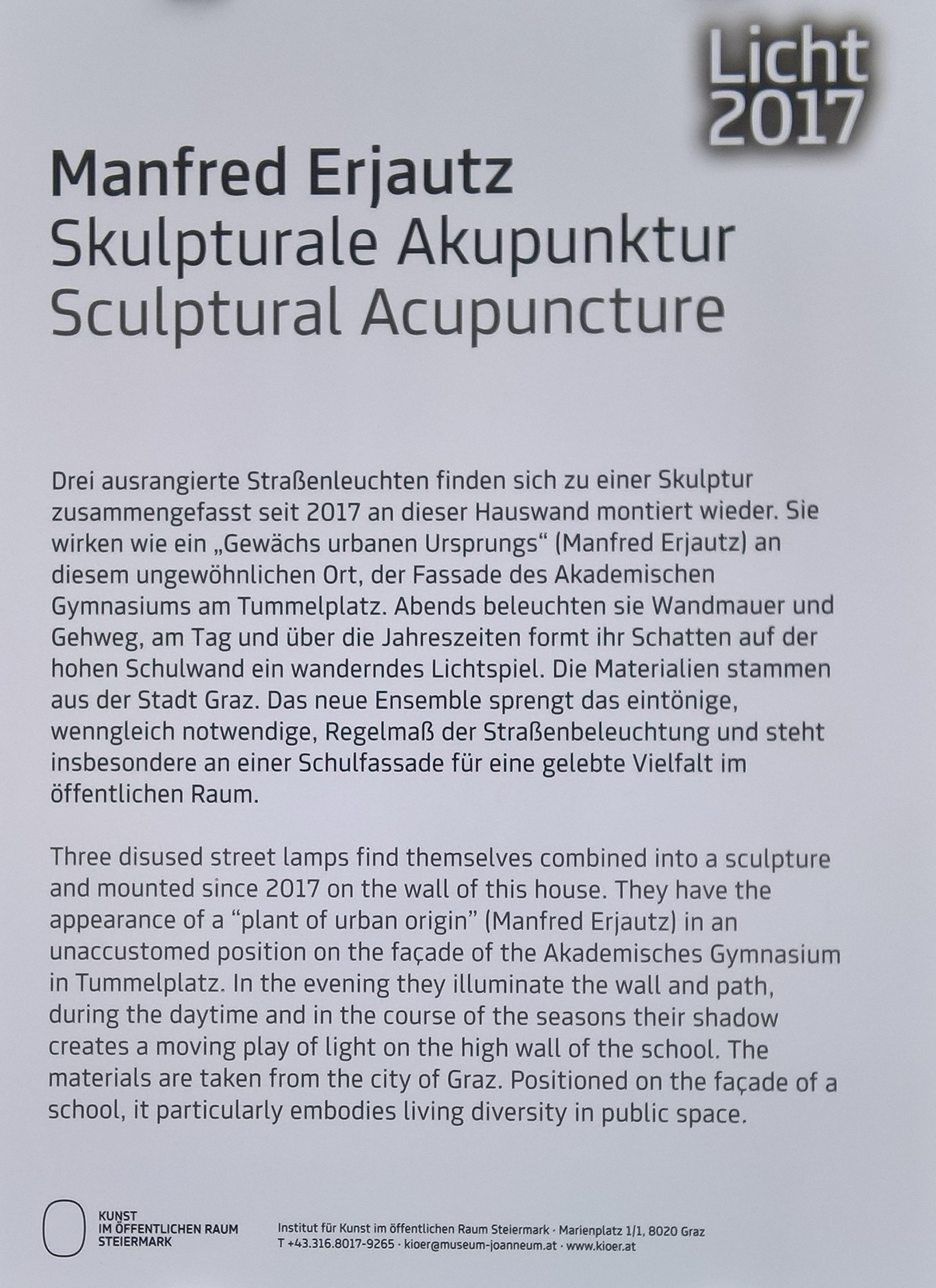
Beschreibung der Installation von Manfred Erjautz: Skulpturale Akupunktur (2017)

Die Zeit nach dem Kriegsende war mit einem dringend nötigen, völligen Neubeginn der Schule verbunden. Ferdinand Tremel, der zunächst provisorische Leiter des Gymnasiums und ab 1948 Direktor, berichtet über die von ihm anfangs vorgefundene Situation:

„Abgesehen von den Bombenschäden befand sich das Haus, als es der neue Leiter zum ersten Mal betrat, in einem unbeschreiblichen Zustand. Der Gang des Erdgeschosses war übersät von weggeworfenen schmutzigen und stinkenden Uniformstücken der deutschen Wehrmacht und des Volkssturmes, die umfangreiche mineralogisch-geologische Lehrmittelsammlung lag auf dem Boden des Turnsaales in wüstem Durcheinander herum, in den Klassenzimmern und Sammlungsräumen, soweit man sie überhaupt betreten konnte, herrschte ein Chaos von Möbelstücken und von Schmutz aller Art, vom Zustand der Klosette sei gar nicht gesprochen. In der Direktionskanzlei fand sich als einzige Quelle ein dünnes Bündel nichtssagender Akten – alle anderen waren verbrannt –, die Kataloge lagen verstreut im Kohlenkeller herum und waren offenbar zum Verheizen bestimmt. In dieses Durcheinander Ordnung hineingebracht zu haben, war ein großer Ruhmestitel des nichtwissenschaftlichen Personals.“

Auf Grund der beschriebenen Umstände war nach dem Zusammenbruch der NS-Herrschaft zunächst nicht an eine Wiederaufnahme des Unterrichtes zu denken. Erst nachdem das Gebäude des 3. Bundesgymnasiums Graz von den Besatzungstruppen geräumt und einigermaßen wieder in Stand gesetzt war, wurde dort begonnen, die ersten Nachschulungskurse für in Graz verblieben Schüler, die auch von Schülern des Akademischen Gymnasiums besucht wurden, abzuhalten. Ein geregelter Unterricht kam jedoch erst später zustande. Am 28. Juli 1945 übernahm Ferdinand Tremel die provisorische Leitung der Schule. Da das eigene Gebäude zu schwer beschädigt war, wurde die Schule im Gebäude des 3. Bundesgymnasiums untergebracht mit der Notwendigkeit der Abhaltung eines Halbtagesunterrichtes an sechs Halbtagen, eine Woche vormittags, eine Woche nachmittags. Der Unterricht konnte ab 8. Oktober 1945 wieder durchgeführt werden.
Ein „Überleitungslehrplan“ sah vor, dass Latein wieder ab der ersten, Griechisch ab der dritten und Englisch ab der fünften Klasse unterrichtet wurde. Kohlenmangel bedingte es, dass im Schuljahr 1946/47 drei Monate Winterferien gehalten wurden, Mangel an Bekleidung verschärfte die Situation und auch der Ernährungszustand der Schüler war als sehr schlecht zu bezeichnen. Eine schulärztliche Untersuchung ergab beispielsweise, dass 36 % der Schüler einen schlechten Ernährungszustand aufwiesen. In der 4. Klasse waren es sogar 53,8 %, in den beiden ersten Klassen 37,0 % und 33,4 %. Eine wesentliche Hilfe bedeutete deshalb die Schülerausspeisung durch die „Schweizer Hilfe“, die in diesem Jahr vielen Schülern zugutekam.
Mit Beginn des Schuljahres 1947/48 konnte das Gymnasium wieder in sein eigenes Gebäude zurückkehren. Dies war durch die für jene Zeit rasche Fertigstellung der Bauarbeiten möglich geworden. Dass dabei nicht immer das beste Material verwendet und daher schon früh Reparaturen notwendig wurden, erklärt sich aus dem Mangel an besserer Ware. Die 375. Wiederkehr des Gründungstages der Schule konnte am 12. November 1948 in größerem Rahmen gefeiert werden, wobei zunächst ein ökumenischer Festgottesdienst mit Weihbischof Leo Pietsch und dem evangelischen Pfarrer Hans Marehart abgehalten wurde. Die Festversammlung im Stefaniensaal sah an der Spitze der Festgäste Landeshauptmann Josef Krainer und weitere führende Persönlichkeiten des Landes Steiermark und der Stadt Graz. Eine Festaufführung der „Zauberflöte“ in der Grazer Oper beschloss den Reigen der Feiern.
Weitgreifende Veränderungen erfuhr der Lehrkörper seit dem Jahr 1945: eine große Zahl von Lehrern schied in diesem Jahr aus, teils gezwungenermaßen aus politischen Gründen, teils weil an der zunächst sehr klein gewordenen Schule nicht alle Lehrer Verwendung fanden, teils um gehobene Posten anzutreten. Im Jahr 1948 wurde Ferdinand Tremel offiziell zum neuen Direktor des Akademischen Gymnasiums Graz bestellt. Nach der Wiederherstellung des Gebäudes wurde auch die Inneneinrichtung der Schule erneuert oder modernisiert, ebenso die Lehrmittelsammlungen und die Schülerbücherei.
In den nachfolgenden Jahren kann von einer weiter fortschreitenden Normalisierung der Verhältnisse gesprochen werden. Im Schuljahr 1952/53 beispielsweise lag die Schülerzahl bei 400, zwei Jahre später sogar bei 500. Die Zahl der Mädchen betrug zum ersten Mal in der Geschichte der Schule im Schuljahr 1953/54 mehr als 100. Mit dem Anwachsen der Schülerzahl stellten sich jedoch räumliche Schwierigkeiten ein, denen zunächst durch innerschulische Maßnahmen begegnet wurde. Später wurden zusätzlich Räumlichkeiten der Dominikaner in der Münzgrabenstraße und im Gebäude der ehemaligen evangelischen Privatvolksschule am Kaiser-Josef-Platz für sogenannte „dislozierte Klassen“ genützt.
Ab 1962 trat das neue Schulgesetz und in Folge der Lehrplan vom 22. Juni 1964 in Kraft, wobei für das Akademische Gymnasium besonders die Bestimmung über die Typenwahl von höchster Bedeutung war, die es möglich machte, neben dem humanistischen auch den neusprachlichen Schultypus zu führen: Englisch ab der ersten Klasse, Latein ab der dritten Klasse und in der fünften Klasse die Spaltung in die beiden Typen: humanistisch mit Griechisch und neusprachlich mit Französisch. Im Schuljahr 1964/65 besuchten bereits mehr als 200 Mädchen die Schule, im folgenden Schuljahr wurden mehr als 600 Schüler gezählt, 1968/69 700, darunter 320 Mädchen, also fast die Hälfte.
Inzwischen war es notwendig geworden, das Schulgebäude einer gründlichen Renovierung zu unterziehen. Die Arbeiten setzten im Sommer 1966 ein und dauerten insgesamt drei Jahre. Ende des Schuljahres 1966/67 schied Direktor Ferdinand Tremel auf Grund seiner Pensionierung aus dem Dienst, seine Nachfolge übernahm zunächst Jaroslav Wenko als provisorischer Leiter bis 1968. Mit Beginn des Schuljahres 1968/69 wurde Rudolf Kellermayr als neuer Direktor des Akademischen Gymnasiums bestellt. Ihm stellten sich gleich zu Beginn neue Aufgaben: die große Schülerzahl verlangte neue Lösungen im Blick auf die nötigen und nicht vorhandenen Klassenräume; die Grazer Minoriten stellten in ihrem Kloster freie Räume für „dislozierte Klassen“ zur Verfügung. Auch diverse Neuerungen hinsichtlich modernerer Unterrichtsmethoden in allen Gegenständen erwiesen sich als große Herausforderung, die jedoch durch Flexibilität und den Willen aller zu einer Modernisierung der schulischen Angebote gelöst wurden.
Im Jahr 1973 wurde das 400-jährige Jubiläum des Akademischen Gymnasiums in Graz feierlich begangen. Grußadressen kamen vom Bundesminister für Unterricht und Kunst Fred Sinowatz, dem steirischen Landeshauptmann Friedrich Niederl, dem Grazer Bürgermeister Alexander Götz, dem Prorektor der Universität Graz Winfried Gruber sowie weiteren führenden Persönlichkeiten. Aus Anlass des Jubiläums wurde auch eine Festschrift herausgegeben, deren Redaktion die Professoren der Schule Wilhelm Danhofer und Alfred Kolleritsch übernahmen. So tiefgreifende Änderungen auch die äußeren Formen des Gymnasiums in den 400 Jahren seines Bestehens erfuhren, so konnte es sich doch rühmen – wie eine aus Frankreich stammende Austauschlehrerin versicherte –, „immer noch, auch heute noch, eine humanistische Schule zu sein“, eine Schule, in der der Mensch im Mittelpunkt des pädagogischen Wirkens steht, eine Schule aber auch, die sich nicht auf einmal errungenen Lorbeeren ausruht, sondern sich stets den Forderungen der Gegenwart angepasst hat und weiter anpasst.
Für die nachfolgenden Jahre sei der spätere Direktor des Gymnasiums, der damals noch als Religionsprofessor an der Schule tätig war, zitiert:

„Diese Jahre waren gekennzeichnet einerseits durch Raumnot und die damit verbundenen Wanderklassen und Dislozierungen in Räumen der evangelischen Heilandskirche am Kaiser-Josef-Platz, im Vinzentinum in der Neubaugasse und in einer adaptierten Großwohnung am Burgring 10. Für Administration und die „wandernden Professoren/innen“ war diese Situation eine besondere Herausforderung. Aus diesem Grund wurde unter Hofrat Kellermayr und unter Mitarbeit des Elternvereins der Umbau, den dann später Josef Wilhelm als Direktor in der Durchführung zu verantworten hatte, geplant und vorbereitet. Pädagogisch und didaktisch gesehen war diese Ära eine bewegte Zeit. 1972 wurde in Österreich das „Gratis-Schulbuch“ eingeführt. Das Schulunterrichtsgesetz 1974 mit Modifizierungen durch eine Vielzahl von Novellen hat bis heute den Bereich des „inneren Betriebes“ unserer Schulen stark verändert. Am Akademischen Gymnasium Graz wurde dieses rasch und energisch rezipiert: das Sprachlabor und audiovisuelle Medien wie z. B. Overhead- und Filmprojektoren, Fernsehen und Video wurden für einen anschaulichen Unterricht verwendet, die lebenden Fremdsprachen, insbesondere Französisch, wurden stark gewichtet, sowie die (dreiwöchigen) Schüleraustauschveranstaltungen ins Leben gerufen. Der Unterricht in den klassischen Sprachen Latein und Griechisch wurde richtungsweisend für das österreichische Schulwesen didaktisch neu aufgestellt. Mehrere Lehrbuchautoren und Lehrbeauftragte an der Universität haben an der Schule gewirkt (Latein, Griechisch, Englisch, Musik, Deutsch, allgemeine Didaktik). Gruppenunterricht statt ausschließlichem Frontalunterricht, Experten von außen hereinzuholen wurde empfohlen, manche gruppendynamischen Ansätze waren wichtige Experimente, sind jedoch eine Episode geblieben. Der intensive Kontakt mit dem damals die österreichische Avantgarde beheimatenden „Forum Stadtpark“ (Alfred Kolleritsch, Hartmut Urban) erklären auch die zahlreichen Absolventen/innen, die in den verschiedenen Bereichen der Künste zu Ansehen gelangt sind. Zudem ist es gelungen, dass zahlreiche junge, talentierte und engagierte Professoren/innen an der Schule angestellt wurden, die die Intentionen der Direktion durch eine „moderne“ und zeitgemäße Pädagogik mitgetragen haben.“

Mit 1. Jänner 1987 trat Direktor Rudolf Kellermayr in den Ruhestand, seine Nachfolge in der Direktion übernahm Josef Wilhelm, Theologe und Religionsprofessor aus dem Kreis des Lehrerkollegiums der eigenen Schule. Im Jahr 1988 wurde unter Direktor Josef Wilhelm mit größeren Erweiterungs- und Umbauarbeiten an der Schule begonnen, die bis 1990 andauerten und unter anderem auch den Ausbau des Dachgeschoßes umfassten. Während der Zeit der Erweiterung und des Umbaus war das Akademische Gymnasium im Gebäude der heutigen „Höheren Bundeslehranstalt für Mode“ (Modeschule Graz) am Ortweinplatz untergebracht. In Folge der Renovierungs- und Erweiterungsarbeiten wurde die Schule mit modernen Unterrichtsräumen für die Naturwissenschaften, die musischen Fächer und den Informatikunterricht ausgestattet. Ebenso wurde das Gymnasium durch eine umfassend sortierte Arbeitsbibliothek ergänzt (über 9500 Bücher in Freihandaufstellung). Die ehemalige Lehrerbibliothek füllt trotz ihrer nur mehr rudimentär vorhandenen Bestände seit der Rückübersiedlung vom Ortweinplatz noch immer einen eigenen Raum, der ihr von Direktor Josef Wilhelm zugewiesen wurde. Ausgewählter Teil dieser ehemaligen Lehrerbibliothek ist eine geringe Anzahl sehr alter, aber wertvoller Bücher aus der Frühzeit der Schule, die heute im Schultresor verwahrt werden.
Das Jubiläumsjahr „400+25“ zum 425-jährigen Bestand des Gymnasiums 1998/99 wurde durch eine großangelegte Veranstaltungsreihe begangen. Einer der Höhepunkte dieses Jubiläumsjahres war ein festlicher Abend im restlos gefüllten Grazer Orpheum am 13. November 1998. Persönliche Beiträge für diesen Abend brachten Absolventen der vergangenen 25 Jahre, wie beispielsweise Markus Schirmer, Gernot Haas, Monika Wogrolly, Armin Pokorn, Adrian Eröd, Ingrid Marsoner, Helwig Brunner, Cornelia Krebs, Christian Jungwirth, Harald Haslmayer, Thomas Roth und andere. Die Koordination des Festabends übernahm der Professor der Schule Gerald Haas. Den Abschluss des Jubiläumsjahres bildete ein ökumenischer Festgottesdienst am 9. Juli 1999 im Grazer Dom mit Kanonikus Prälat Willibald Rodler, dem Leiter des Bischöflichen Amtes für Schule und Bildung, und Superintendent Ernst-Christian Gerhold.
Im 21. Jahrhundert besuchten bislang drei steirische Bischöfe das Akademische Gymnasium: zunächst traf Diözesanbischof Egon Kapellari am 15. Februar 2005 zu einem Gespräch und Gedankenaustausch mit einer Maturaklasse zusammen, danach hielt Erzbischof Franz Lackner – damals noch als Weihbischof (Auxiliarbischof/Titularbischof) – am 16. April 2007 einen Besinnungstag für Schüler zweier 5. Klassen. Am 19. Mai 2015 besuchte der neu ernannte Diözesanbischof Wilhelm Krautwaschl spontan eine 7. Klasse der Schule im Religionsunterricht, um den Jugendlichen die Möglichkeit zu geben, sich mit ihren Gedanken zur Frage: „Was würdest Du in einen Hirtenbrief schreiben?“ zu artikulieren.
Im Rahmen der schulspezifischen Umgestaltung der „neuen Oberstufe“ fand in dieser Zeit auch die Einführung des Kurssystems an Stelle der Wahlpflichtgegenstände statt. In den Jahren 2008 bis 2010 wurden viele Klassenräume schallgedämmt und im 2. Stock des Gebäudes auch mit fix installierten Beamern ausgestattet, was eine zeitgerechte Nutzung der Unterrichtsmöglichkeiten fördert. Seit Beginn des Schuljahres 2010/2011 wird an der Schule nur mehr das elektronische Klassenbuch verwendet.
Ende November 2010 schied Direktor Josef Wilhelm, dessen Ziel für „seine“ Schule er unter das Motto „Das Akademische. Die Schule mit Kopf, Herz und Hand“ stellte, nach 24-jähriger Amtszeit aufgrund seiner Pensionierung aus seiner Funktion aus.
Seine Nachfolge ab Dezember 2010 übernahm Hildegard Kribitz, bislang Professorin am Bundesgymnasium Bruck an der Mur. Sie war die erste Direktorin in der Geschichte des Akademischen Gymnasiums Graz. Einer Neuformulierung des Schulmottos („Entfalte dich im Akademischen Gymnasium“) folgten ab dem Jahr 2011 verschiedene Adaptierungen des Schulgebäudes: die Gänge wurden schallgedämmt und in freundlichen Farben ausgestaltet sowie die Pausenhallen durch flexible Tische und Sessel in ansprechende und gern benützte „Lerninseln“ verwandelt. Mit dem Umbau des Erdgeschoßes der Schule im Jahr 2015 wurde der Lern- und Lebensraum großzügig erweitert. Der große Aufenthaltsraum für die schulische Tagesbetreuung, der Speisesaal mit eigener Küche, der multifunktionale Arbeitsraum und die Bibliothek als ruhiger Leseort erschließen neue Möglichkeiten für individuelle Lernformen, Betreuung und erholsamen Rückzug (siehe Bildergalerie).

### Aktuelles
Am 28. März 2017 war Bundespräsident Alexander Van der Bellen im Rahmen seines ersten offiziellen Graz-Besuches als Staatsoberhaupt am Akademischen Gymnasium zu Gast. Es handelte sich dabei um den ersten Besuch eines österreichischen Bundespräsidenten in dieser Schule. Van der Bellen traf dabei mit Schülern der 8. Klassen und der Schülervertretung sowie Vertretern des Lehrerkollegiums zusammen. Er betonte, er sehe die Auseinandersetzung mit jungen Menschen als sehr wichtig an, da die Jugend weiter sei als so mancher Erwachsene: „Das ist unsere Zukunft, so trivial das klingt. Zum Beispiel nehmen sie den europäischen Gedanken als selbstverständlich und ernst hin. Das gibt mir viel Hoffnung.“ Van der Bellen wurde beim Verlassen des Hauses von Schülern der Schule, die für ihn ein Spalier gebildet hatten, umringt und um Autogramme oder Handy-Fotos gebeten, im Abgang genoss der Präsident das Bad in der Menge.
Im April 2017 wurde „Skulpturale Akupunktur“ als Kunstwerk im öffentlichen Raum (geplant bis Ende 2019) von Manfred Erjautz im fensterlosen Teil der Hauptfassade montiert. Innen liegt die Befestigung hinter der Tafel eines Klassenraums. Ab der Mittagssonne wirft das Bündel aus 3 Straßenleuchten unterschiedlicher Epochen Schatten auf die Hauswand, abends leuchten die Leuchten selbst.
Im Vorfeld des Gedenkjahres 1938/2018 führte der an der Schule tätig gewesene Lehrer und bildende Künstler Walter Köstenbauer im Eingangsbereich der Schule mittels einer beschrifteten Plexiglas-Banderole eine Korrektur an einer heroisierenden Gedenktafel für die im Zweiten Weltkrieg Gefallenen durch. Damit wird hier von nun an auch der Opfer der unmenschlichen Ideologie des Nationalsozialismus gedacht. Die Enthüllungszeremonie der adaptierten Gedenktafel fand am 12. Dezember 2017 in Gegenwart von Daniela Grabe, Obfrau des Vereins für Gedenkkultur, statt.
Am Freitag, 15. März 2019, referierten vor der Schule (in Anlehnung an den Klima-Schulstreik) die Klimaforscher Gottfried Kirchengast und Karl Steininger vom Wegener Center für Klima und Globalen Wandel der Universität Graz vor mehreren Schulklassen über das Thema „Was auf dem Spiel steht“. Das Motto: Fridays for Future meets Scientists4Future der Unterstützungserklärung, die zu diesem Zeitpunkt von 23.000 Wissenschaftern unterschrieben worden war.
Schüler und Schülerinnen hatten drei Fensterreihen der Hauptfassade innen mit gemalten Buchstabenplakaten versehen – „S' KLIMA HAT FIEBER“ als oberste Zeile. –
Ab 18:30 Uhr startete vom Tummelplatz aus ein Lichtermeer-Demonstrationszug mit 1900 Teilnehmern über den Ring zum Hauptplatz. Junge Menschen überwogen, viele trugen LED-Beleuchtung mit, etwa als Stirnleuchten.
Ab 2019 erfolgte die Neugestaltung des Verwaltungstraktes der Schule. Direktorin Hildegard Kribitz trat Ende August 2023 in den Ruhestand.
Seit 1. September 2023 ist Franz Hasenhütl mit der Leitung der Schule betraut. Hasenhütl studierte Klassische Philologie und Katholische Theologie an der Universität Graz und wurde 2008 mit dem Würdigungspreis des Bundesministers für Wissenschaft und Forschung für hervorragende Studienleistungen ausgezeichnet. Im Schuljahr 2008/2009 absolvierte er sein Unterrichtspraktikum am Akademischen Gymnasium Graz und unterrichtet seither an der Schule die Fächer Latein und römisch-katholische Religion. Zudem war er u. a. an der Universität Graz, als Mentor für Lehramtsstudierende sowie in der Schulentwicklung tätig.
Mit der Übernahme des Direktorats bekam Hasenhütl neben der Verantwortung, die älteste höhere Schule der Steiermark zu leiten, auch noch die Sonderaufgabe mit, sie durch das 450. Jubiläumsjahr zu führen. Für ihn Anlass genug, um nicht nur in die Vergangenheit des Gymnasiums zurückzublicken, sondern auch neue Wege für die Zukunft einzuschlagen. Eine große Vision ist dabei ein Netzwerk im Herzen von Graz aufzubauen: „Ich möchte noch mehr Kooperationen schaffen zwischen dem Akademischen Gymnasium und Universitäten und Betrieben“, meint Hasenhütl. Denn der Hauptfokus der Schule soll in Zukunft noch mehr auf der individuellen Förderung von Begabungen und Interessen der Schülerinnen und Schüler liegen. „Wir möchten Schülerinnen und Schüler so begleiten, dass sie ihre Potentiale erkennen und fördern können.“ Dabei steht für Hasenhütl vor allem die generationenübergreifende Gemeinschaft im Mittelpunkt. Genau dieser Zusammenhalt und das Miteinander in der Schule ist es auch, was er sich für die Zukunft der Schule wünscht. Mit 1. November 2023 wurde er von Bildungsminister Martin Polaschek zum Direktor ernannt.
Am 11. November 2023 feierte das Akademische Gymnasium mit einem ökumenischen Gottesdienst im Grazer Dom und einem darauffolgenden Festakt in der Aula der Alten Universität Graz sein 450-jähriges Bestehen. Am 12. November 2023 zeigte das ORF-Landesstudio Steiermark im Rahmen der ORF 2-Sendung Steiermark heute mit dem zweiminütigen Bericht 450 Jahre Akademisches Gymnasium am Tummelplatz, wie dieses unter dem Motto Tummelplatz der Ideen stehende Jubiläum gefeiert wurde. Das gesamte Jubiläumsjahr 2023/2024 wird durch sehr vielfältige Veranstaltungen begangen.

## Profil der Schule

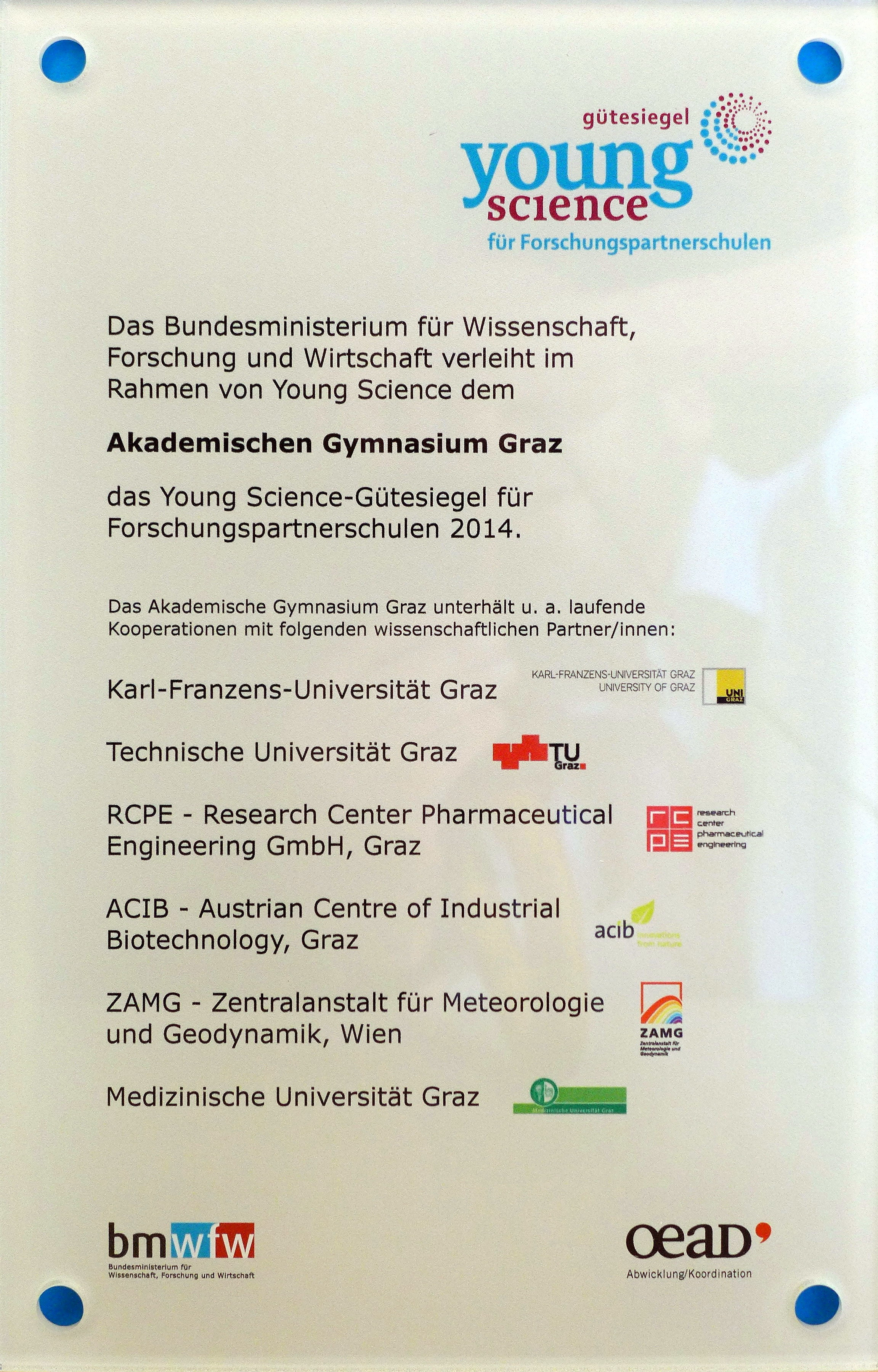
Gütesiegel „YOUNG SCIENCE Forschungspartnerschule 2014“

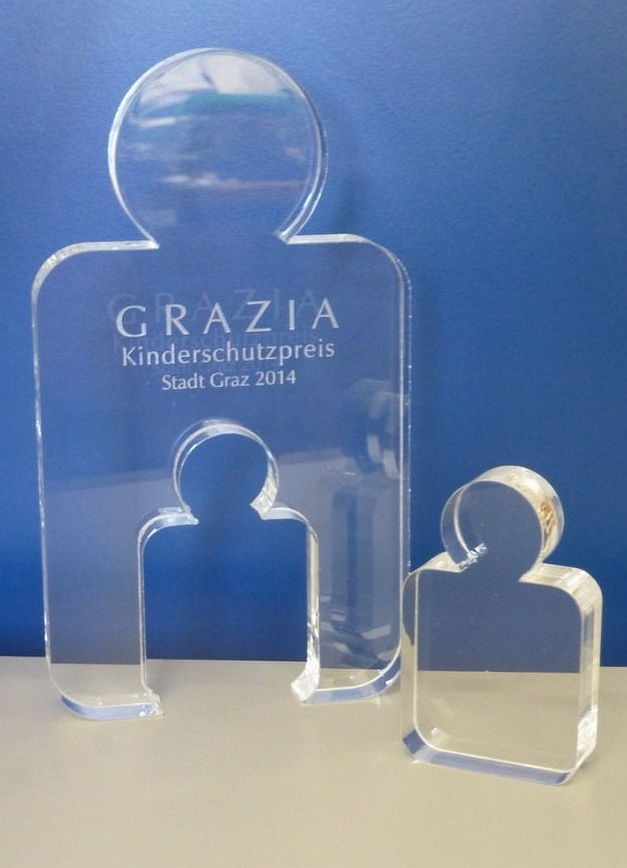
Grazia 2014 – 1. Preis für das Akademische Gymnasium Graz (Kategorie AHS/BHS)

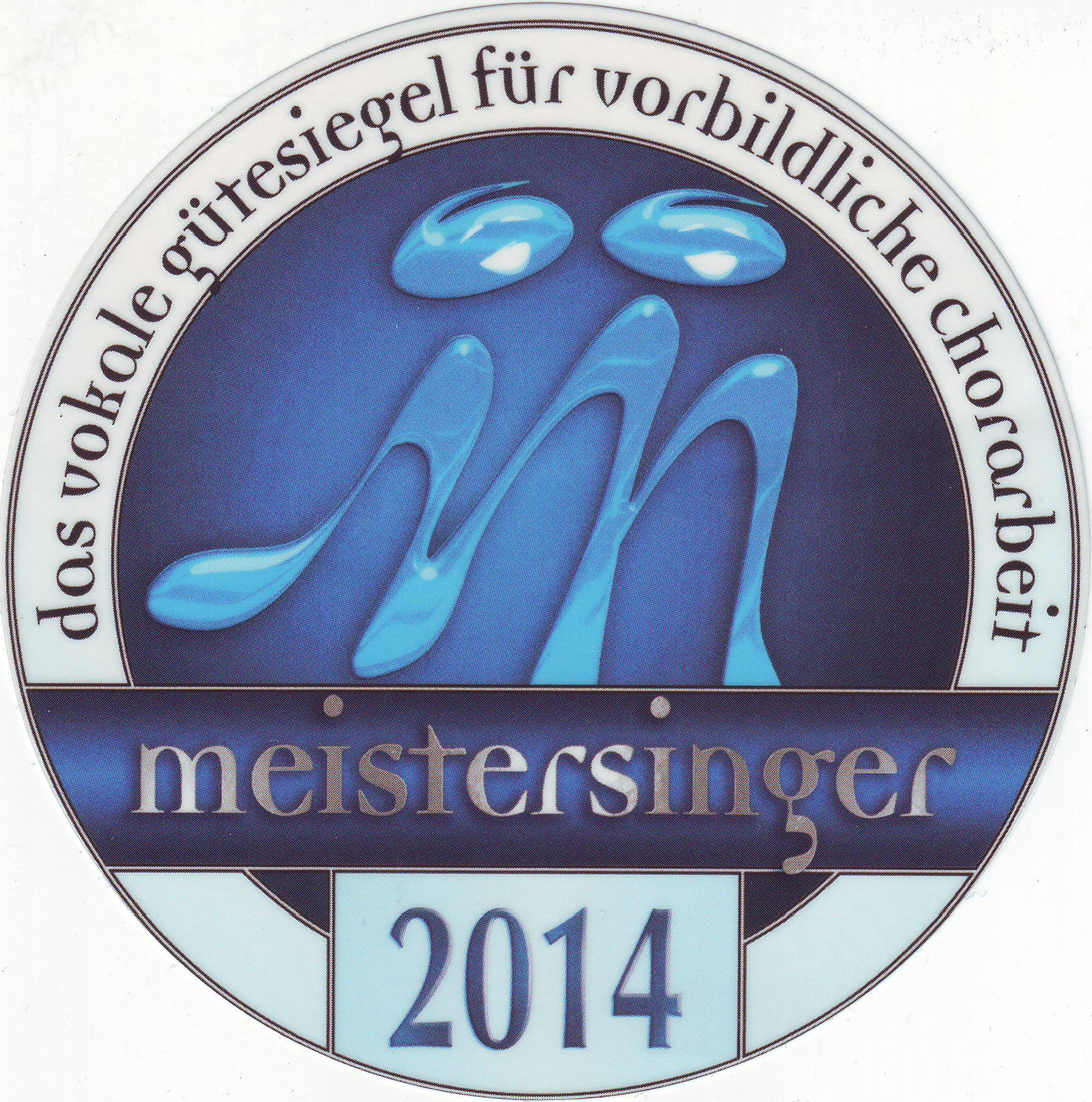
Gütesiegel „Meistersingerschule 2014“

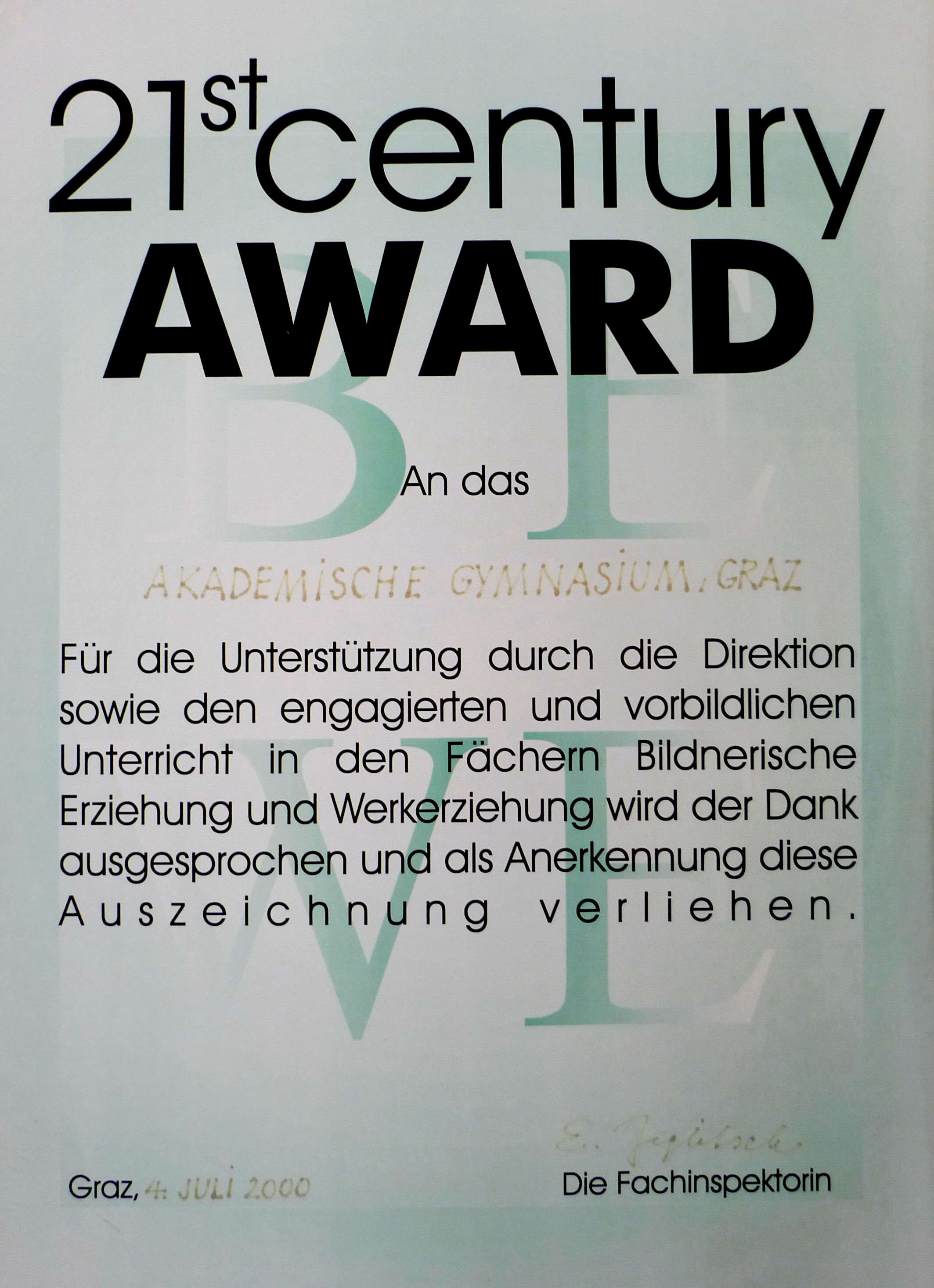
„21st Century Award“

Geografisch liegt die Schule besonders zentral, am Südosteck des Kerns der Altstadt.

### Schultyp
Das Akademische Gymnasium Graz ist eine Allgemeinbildende höhere Schule mit sprachlichem Schwerpunkt (der ursprünglich humanistische Schwerpunkt zeigt sich im aktuellen Angebot von Latein und Altgriechisch). Ab der ersten Klasse wird Englisch unterrichtet (ursprünglich wahlweise mit Französisch). In der dritten Klasse kann Französisch oder Latein gewählt werden, in der fünften Klasse dann Französisch oder Altgriechisch bzw. – wenn ab der dritten Klasse Französisch gewählt wurde – verpflichtend Latein.
Die derzeitige Stundentafel der Pflichtgegenstände zeigt einen Überblick über die beiden Schulformen: Gymnasium und Gymnasium mit 2. lebender Fremdsprache ab der 3. Klasse (einschließlich der Stunden im Kurssystem).

### Schulgröße
Die Schule umfasst 568 Schülerinnen und Schüler in 23 Klassen. Diese werden von 56 Lehrpersonen unterrichtet (Stand: Schuljahr 2022/23).
Im Schuljahr 2017/2018 legten 15 Kandidaten (34 %) und 29 Kandidatinnen (66 %), also insgesamt 44 Personen, die Reifeprüfung ab.

### Besonderheiten
Unter dem Motto Entfalte dich im Akademischen Gymnasium bietet die Schule folgende Besonderheiten:
- Kurssystem in der Oberstufe (anstatt der Wahlpflichtgegenstände)[94]

- spezielle „Förderung von Begabungen und Interessen“ (fbi) durch derzeit acht eigens dafür ausgebildete Lehrer[12][95]

- Forschungspartnerschule YOUNG SCIENCE[96]: Auszeichnung mit dem Young Science-Gütesiegel 2012, 2014, 2016, 2018[97]

- Projekt SPARKLING SCIENCE[95]

- Schüleraustausch mit Frankreich und den USA[98]

- diverse Sprachreisen in anderen Ländern

- der mögliche Erwerb von Cambridge Certificates[99]

- der mögliche Erwerb des Zertifikates DELF (Diplôme d’Etudes en Langue Française)[100]

- der mögliche Erwerb des „Europäischen Computer-Führerscheines“ (ECDL)[101]

- „English in action“-Woche für die 2. Klassen mit zertifizierten Native Speakern

- der Gegenstand „Interkulturelles soziales Lernen“ (IKSL) für Schüler ohne religiöses Bekenntnis (Unterstufe)

- Mediation mit dem Ziel einer konfliktlösenden Vereinbarung mit Bestand für die Zukunft.[102]

- Teilnahme an verschiedenen Wettbewerben: Business Schoolgames 2014, Jugendkunstwettbewerb 2013, Latein Bundesolympiade 2014, EUSO 2014, Eurolingua 2014, Dr. Hans Riegel-Fachpreis, Juvenes Translatores – Europäischer Übersetzungswettbewerb, Eurolingua Vielseitigkeitswettbewerb, Eurolingua-Englisch, Eurolingua-Französisch, Eurolingua-Griechisch, Eurolingua-Latein und viele andere[103]

- AVL-Maturapreis[104]

- Club AGIL (Akademisches Gymnasium – Interdisziplinäres Lernen)[105]

- Schulchor, ausgezeichnet mit dem Gütesiegel „Meistersingerschule 2014“ – „vokales Gütesiegel für vorbildliche Chorarbeit für das Kalenderjahr 2014 – geprüft und zertifiziert“[106]

- Musikzentrum Hugo-Wolf, Zentrum für musikalische Begegnung und Ausbildung[65]

- proTALENT-Ferienprojektwoche (spannend für Wissbegierige, besonders Unterstufe)[107]

### Erfolge der Schüler und der Schule
Seit vielen Jahren nimmt das Akademische Gymnasium Graz mit seinen Schülern an verschiedensten Wettbewerben teil und erreicht dabei immer wieder hervorragende Ergebnisse. So gewann Mona Schönauer mit der besten Übersetzung aus dem Französischen den EU-Übersetzungswettbewerb „Juvenes Translatores“ 2008 für 17-jährige Schüler. Weitere Beispiele sind alleine aus dem Schuljahr 2013/14 der der Schule durch die Stadt Graz verliehene 1. Platz des Kinderschutzpreises „Grazia 2014“ in der Kategorie AHS/BHS für die „Begabungsförderung als Selbstverständlichkeit“ oder der große Erfolg von Sophie Hollwöger beim „Internationalen Ovid-Wettbewerb 2014“ („Certamen Ovidianum Sulmonense 2014“) in Sulmona (Italien) – sie erreichte unter den fremdsprachigen Teilnehmern den 1. Platz, inklusive Italienern den 2. Platz und wurde am 22. April von der „Kleinen Zeitung“ zur Steirerin des Tages gewählt – zu nennen. Sophie Hollwöger gewann darüber hinaus 2015 mit der besten Übersetzung aus dem Englischen bereits zum zweiten Mal für das Akademische Gymnasium den EU-Übersetzungswettbewerb „Juvenes Translatores“.
Wie bereits in den Jahren 2012, 2014 und 2016 wurde das Akademische Gymnasium Graz im Jahr 2018 bereits zum vierten Mal mit dem YOUNG SCIENCE-Gütesiegel als Forschungspartnerschule ausgezeichnet. Nur drei AHS in Österreich haben bislang alle möglichen Auszeichnungen seit dem Jahr 2012 verliehen bekommen: die Sir-Karl-Popper-Schule in Wien und zwei Grazer Schulen, das BRG Kepler und das Akademische Gymnasium Graz.

## Bildergalerie

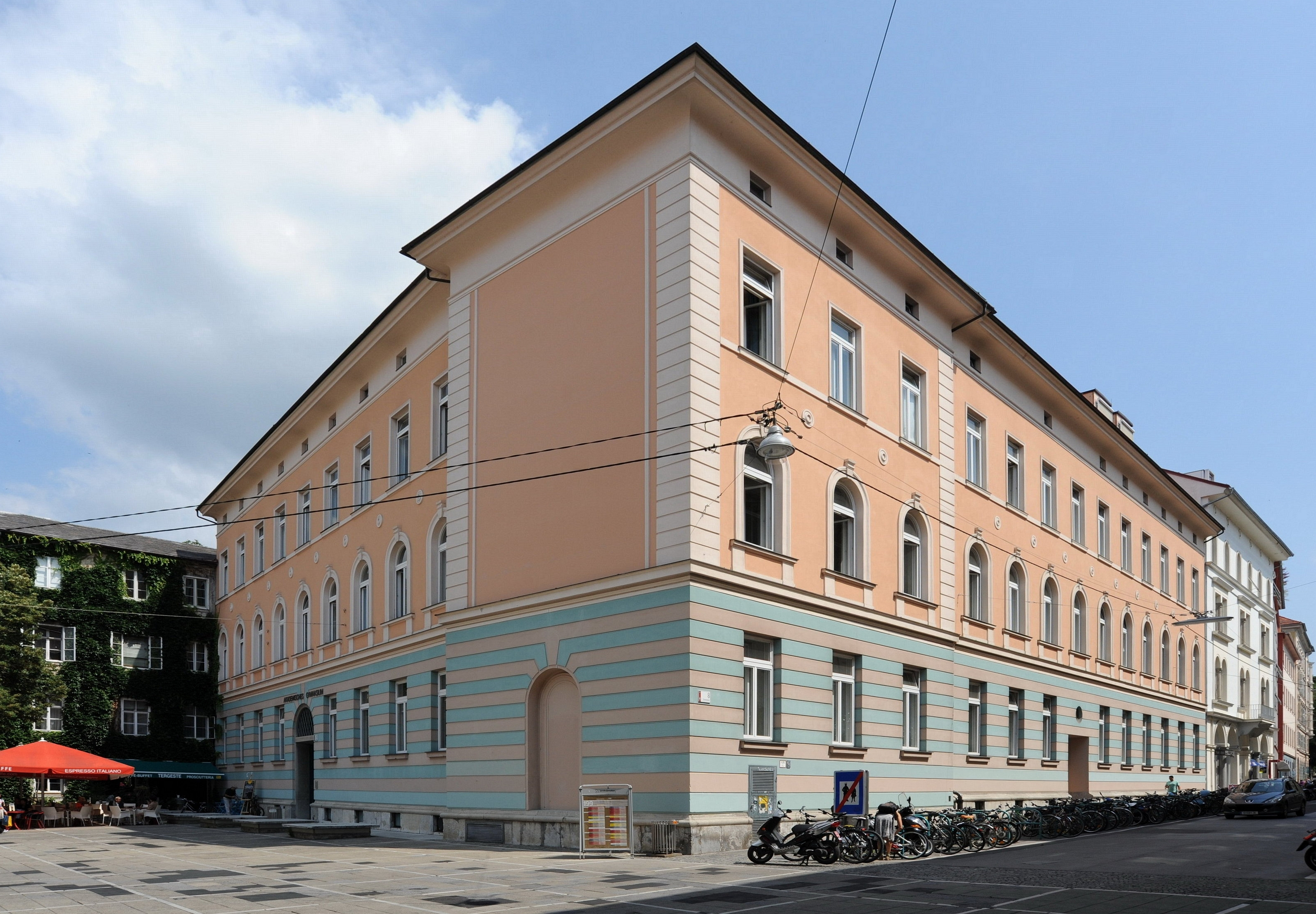
Akademisches Gymnasium Graz, Gesamtansicht
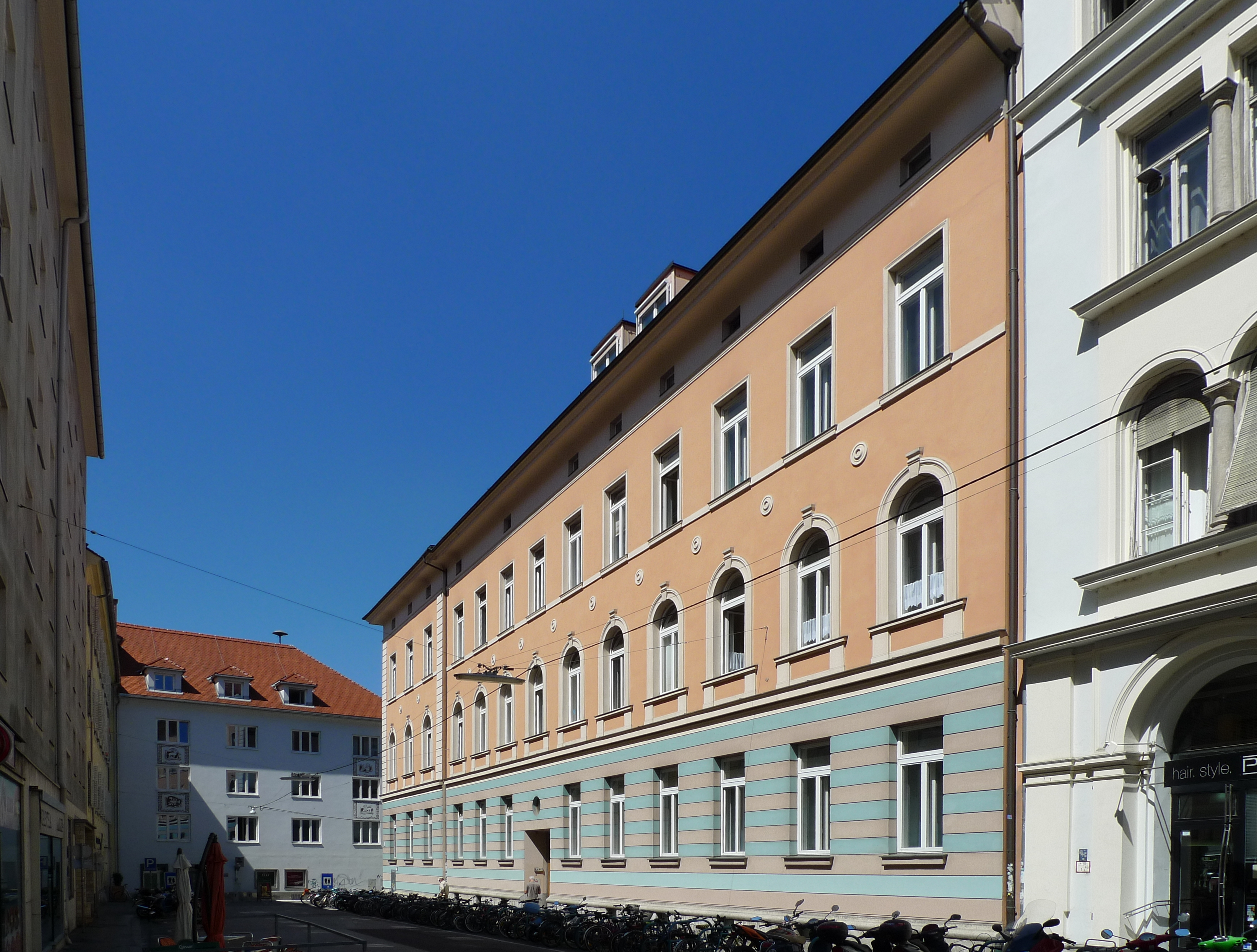
Akademisches Gymnasium Graz, Seitenansicht
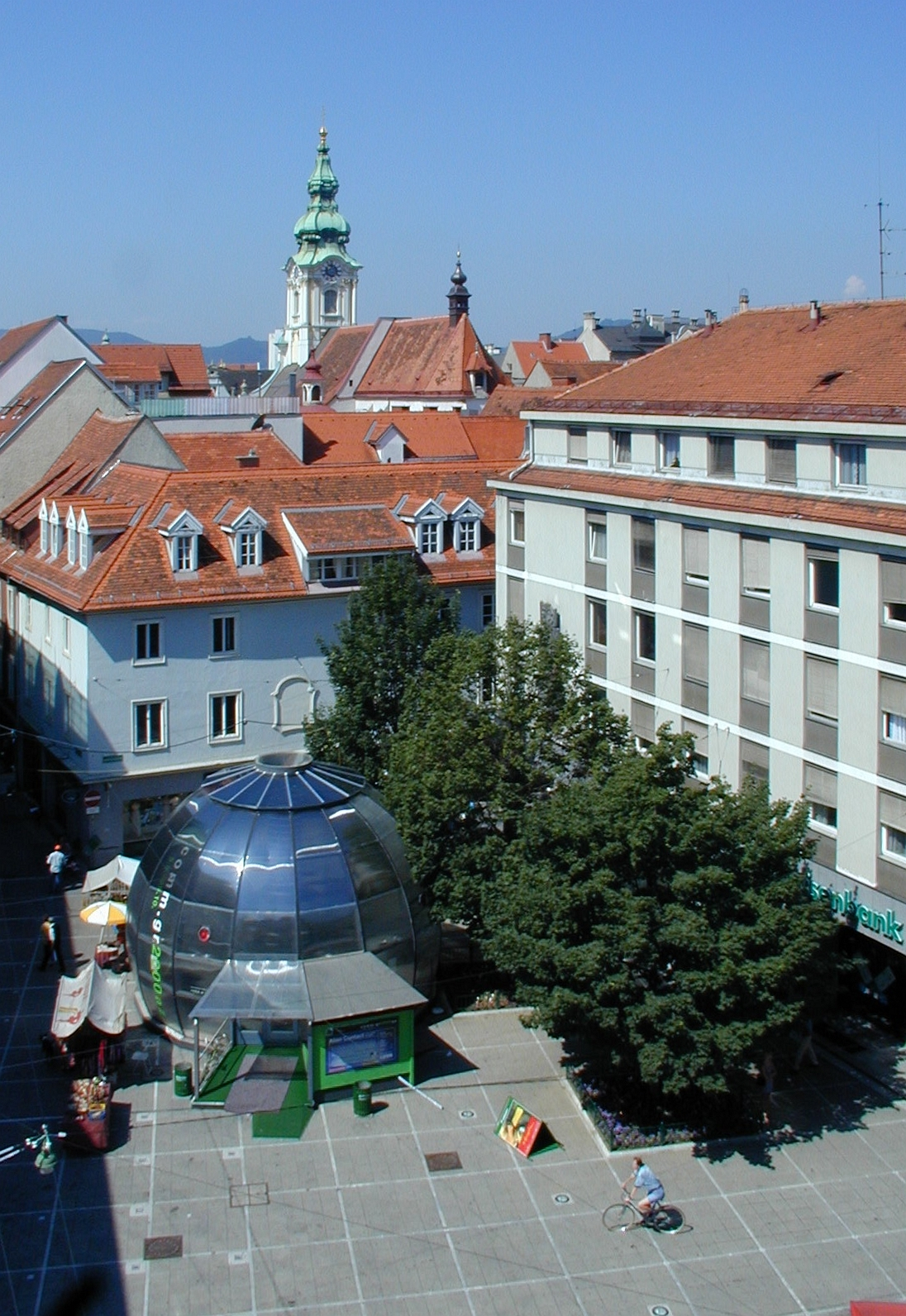
Blick vom Akademischen Gymnasium Graz zur Hans-Sachs-Gasse und Stadtpfarrkirche
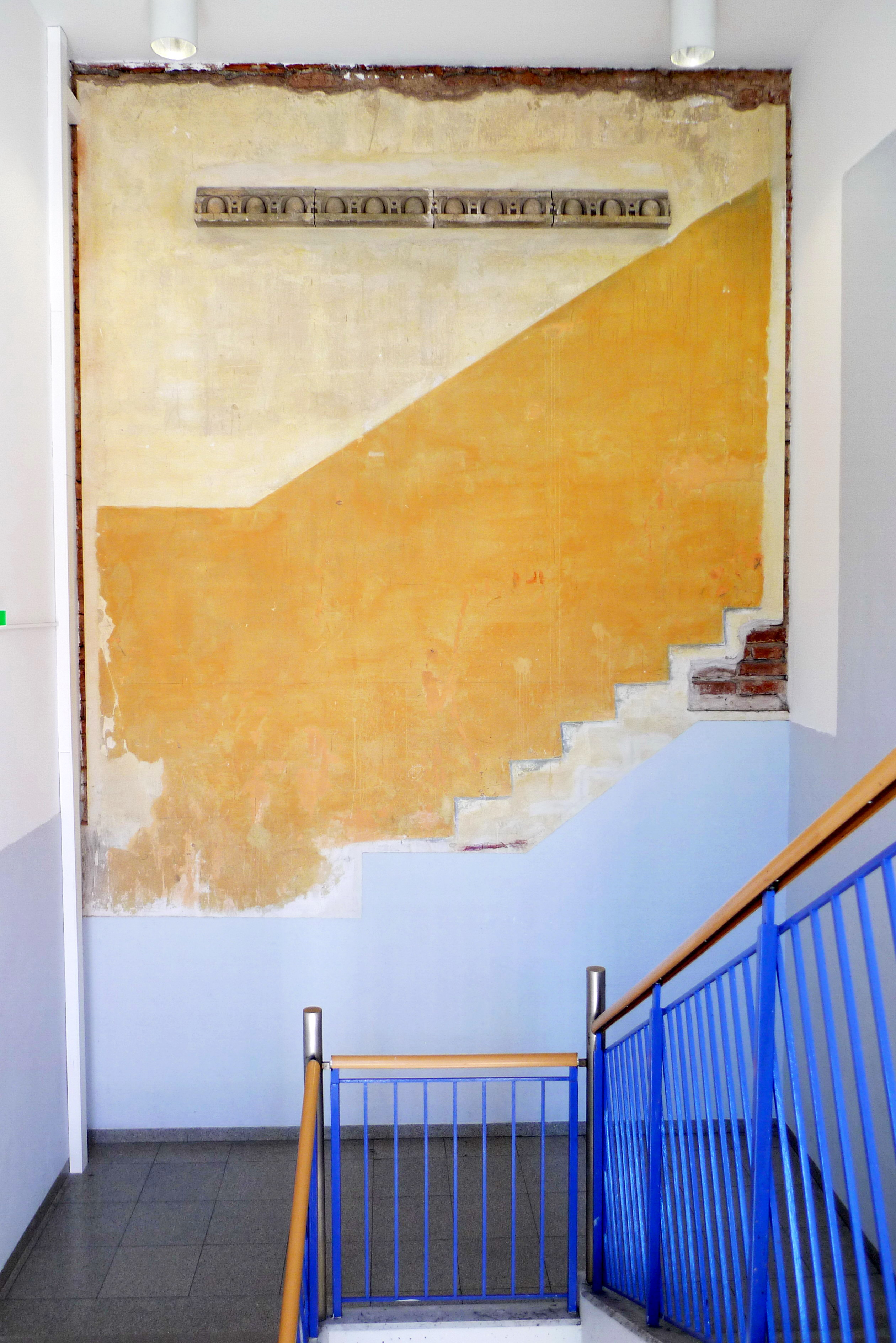
Akademisches Gymnasium Graz, Kunst am Bau, Wandgestaltung Hartmut Urban, 1990
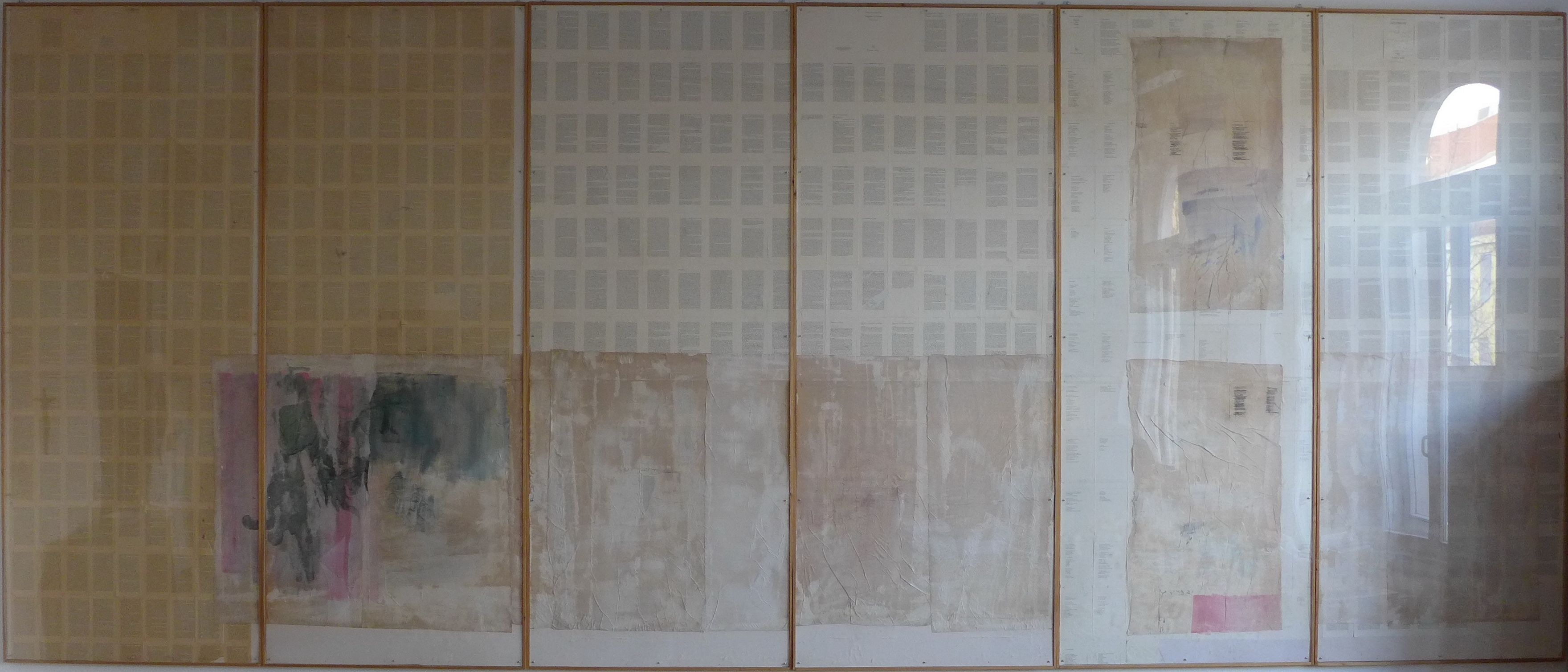
Bis zur Neugestaltung des Verwaltungstraktes der Schule in der Direktion befindlich: Hartmut Urban, Literaturfahrplan, Übermalungen von Texten von Alfred Kolleritsch, 1995
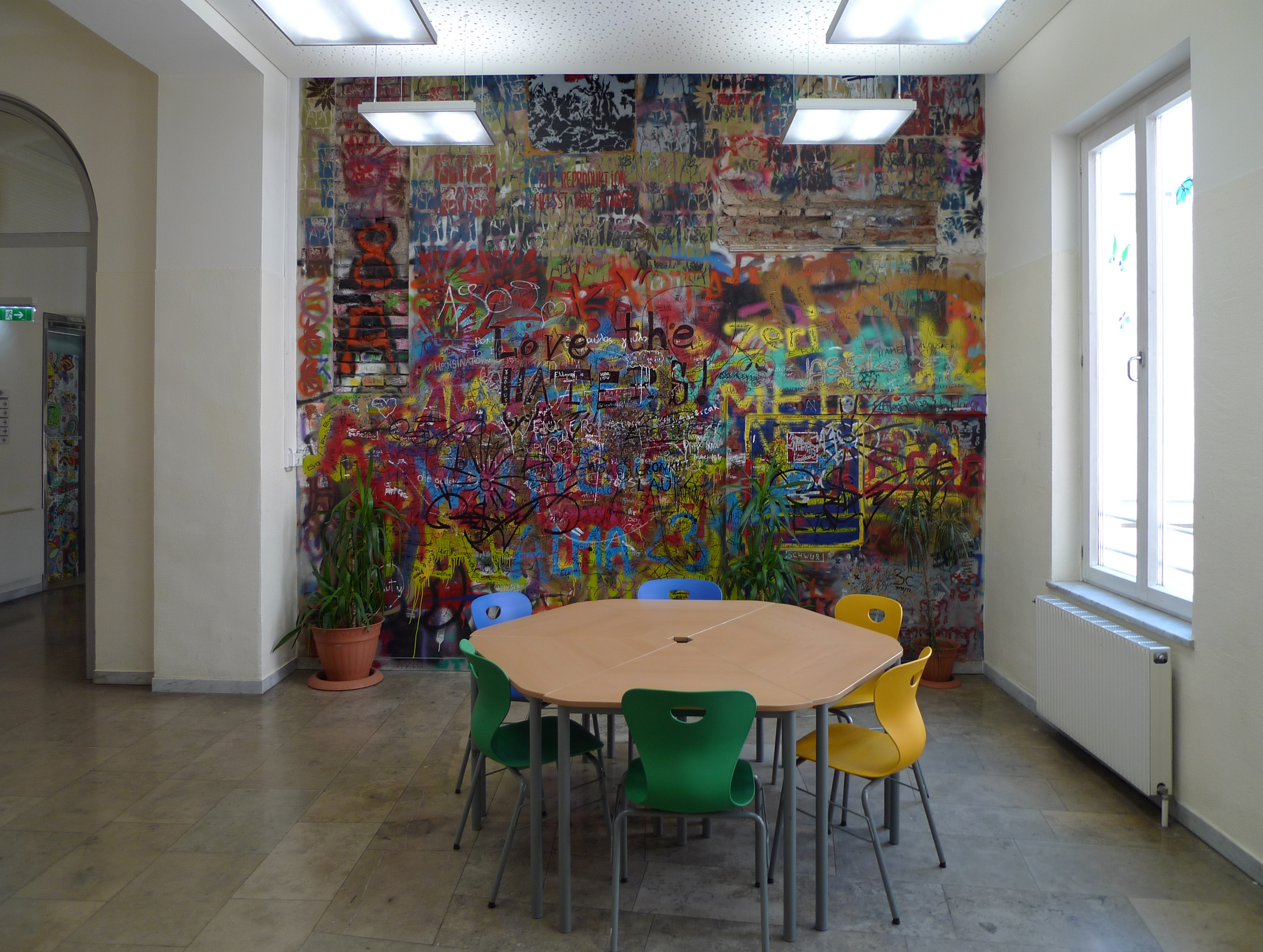
Die „Kritzelwand“ mit „Lerninsel“
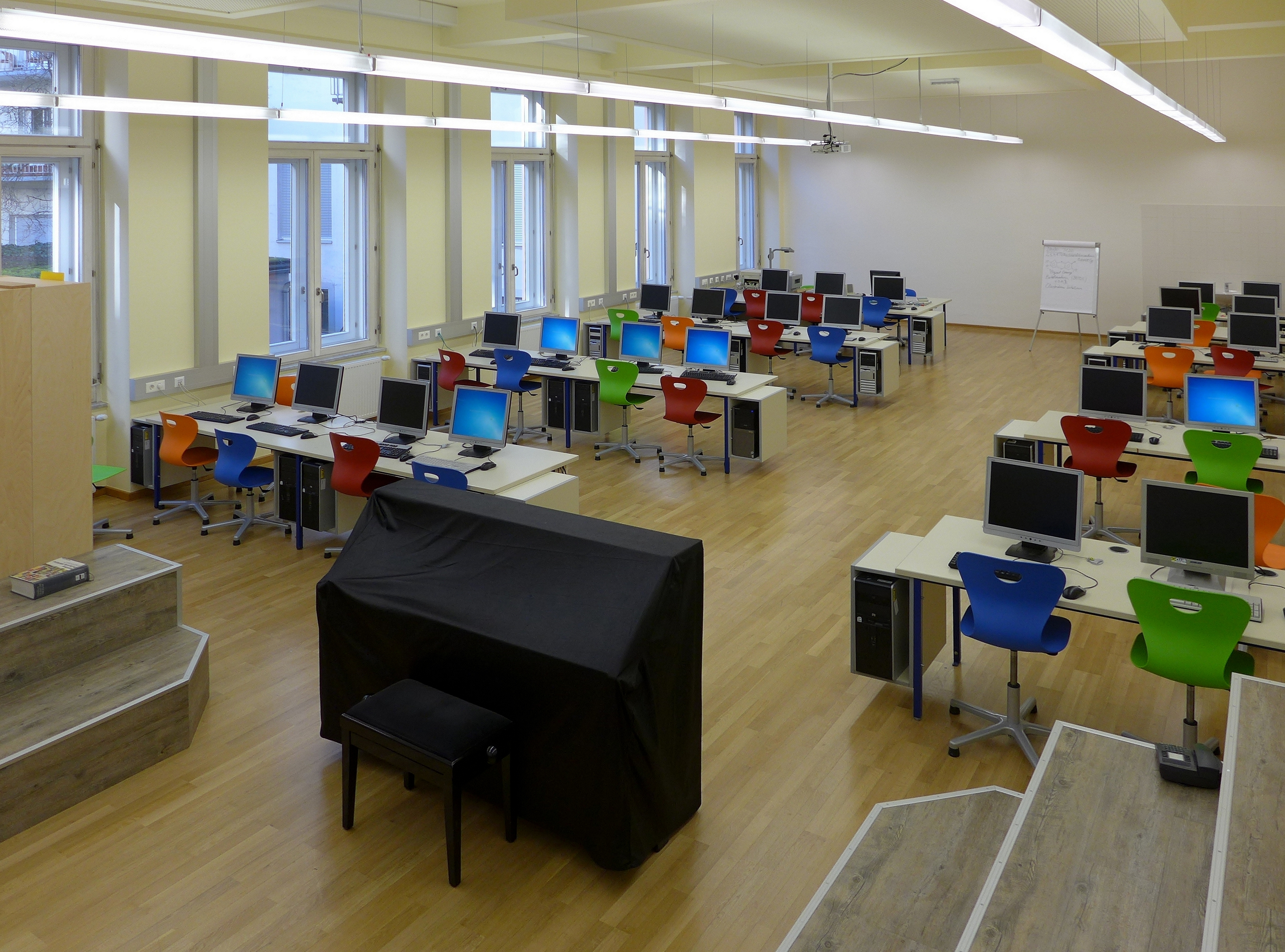
Multifunktionaler Arbeitsraum (Umbau 2015)
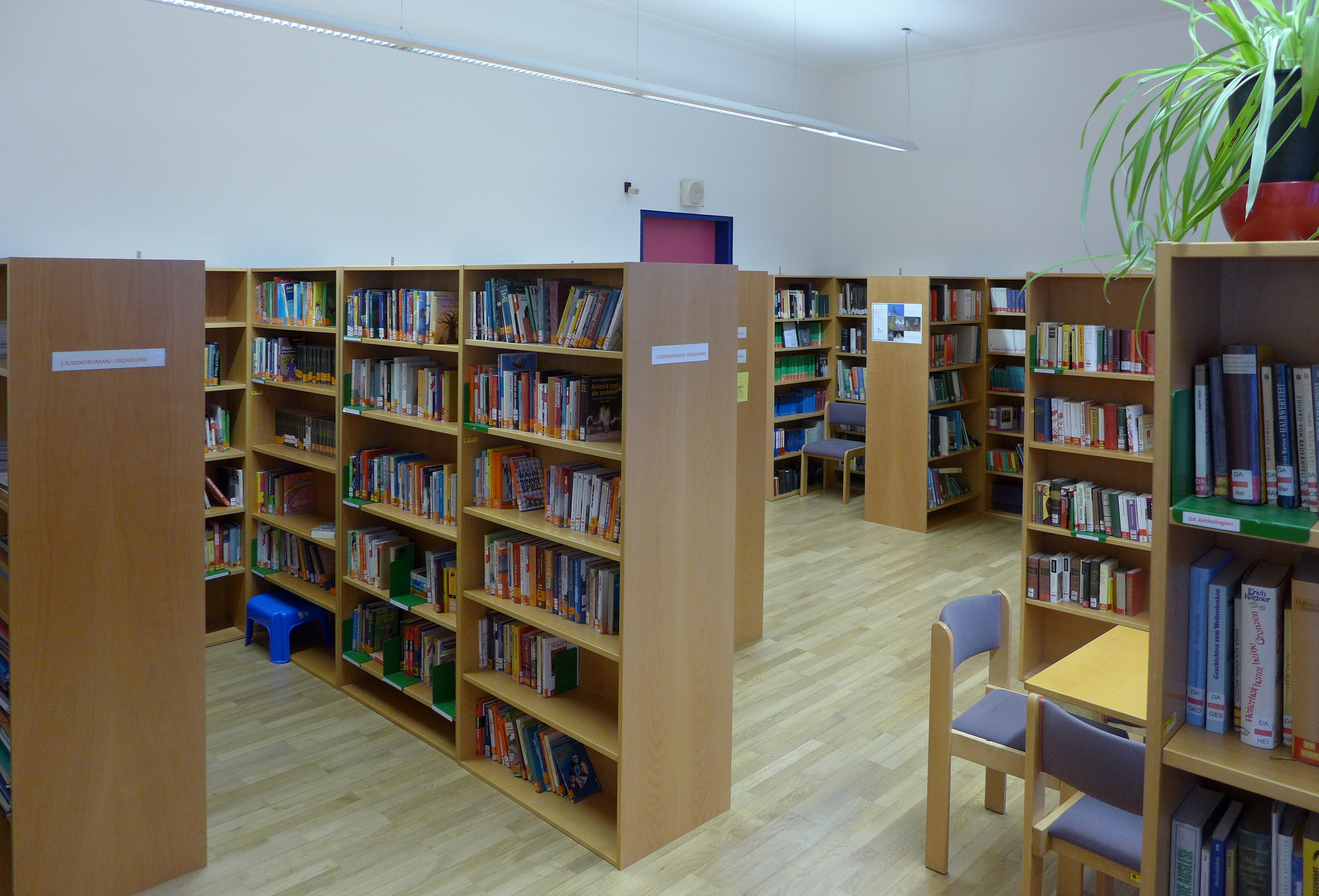
Neue Schulbibliothek (Umbau 2015)
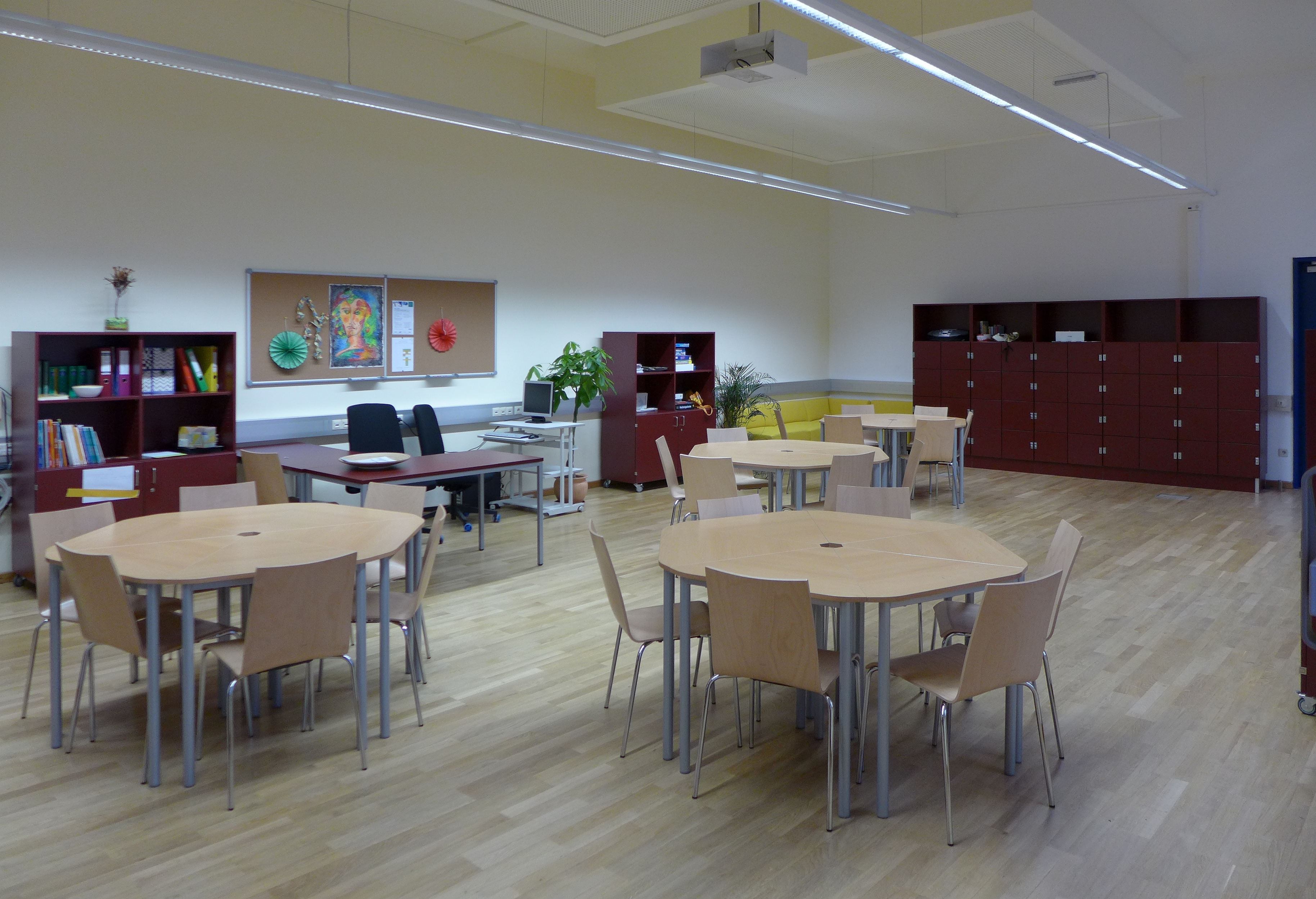
Großer Aufenthaltsraum der schulischen Tagesbetreuung (Umbau 2015)
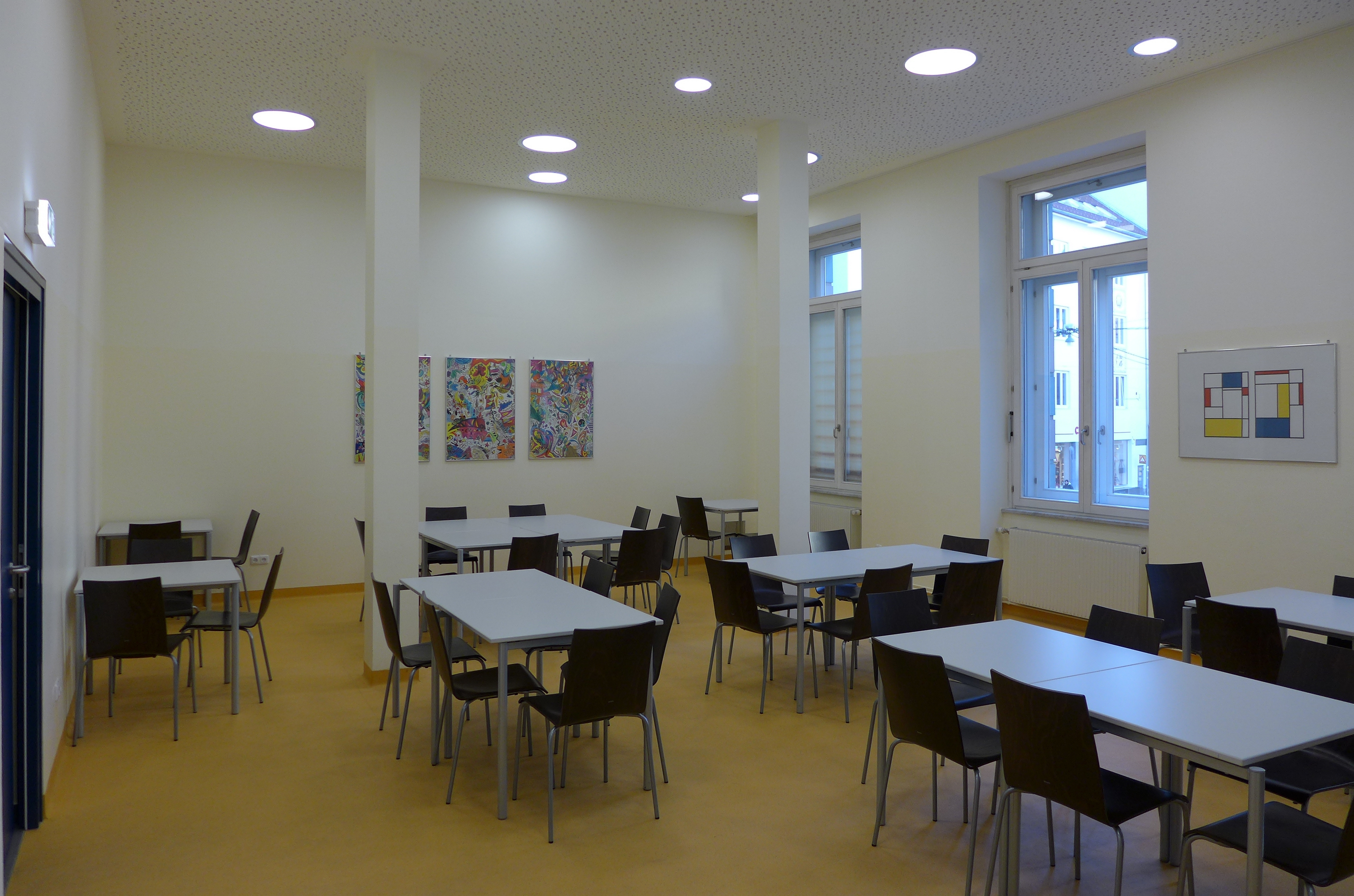
Speisesaal der schulischen Tagesbetreuung (Umbau 2015)
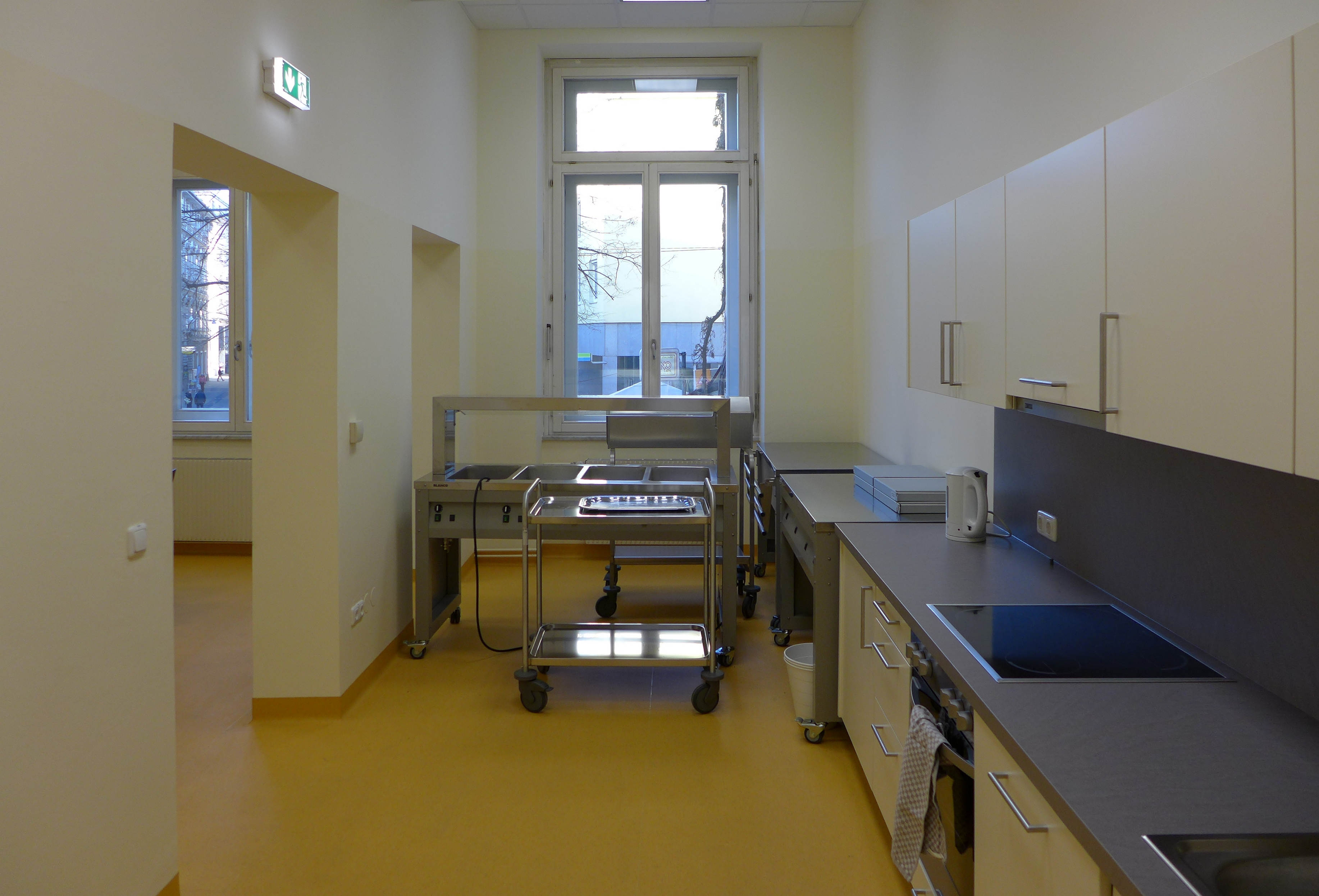
Küche der schulischen Tagesbetreuung (Umbau 2015)
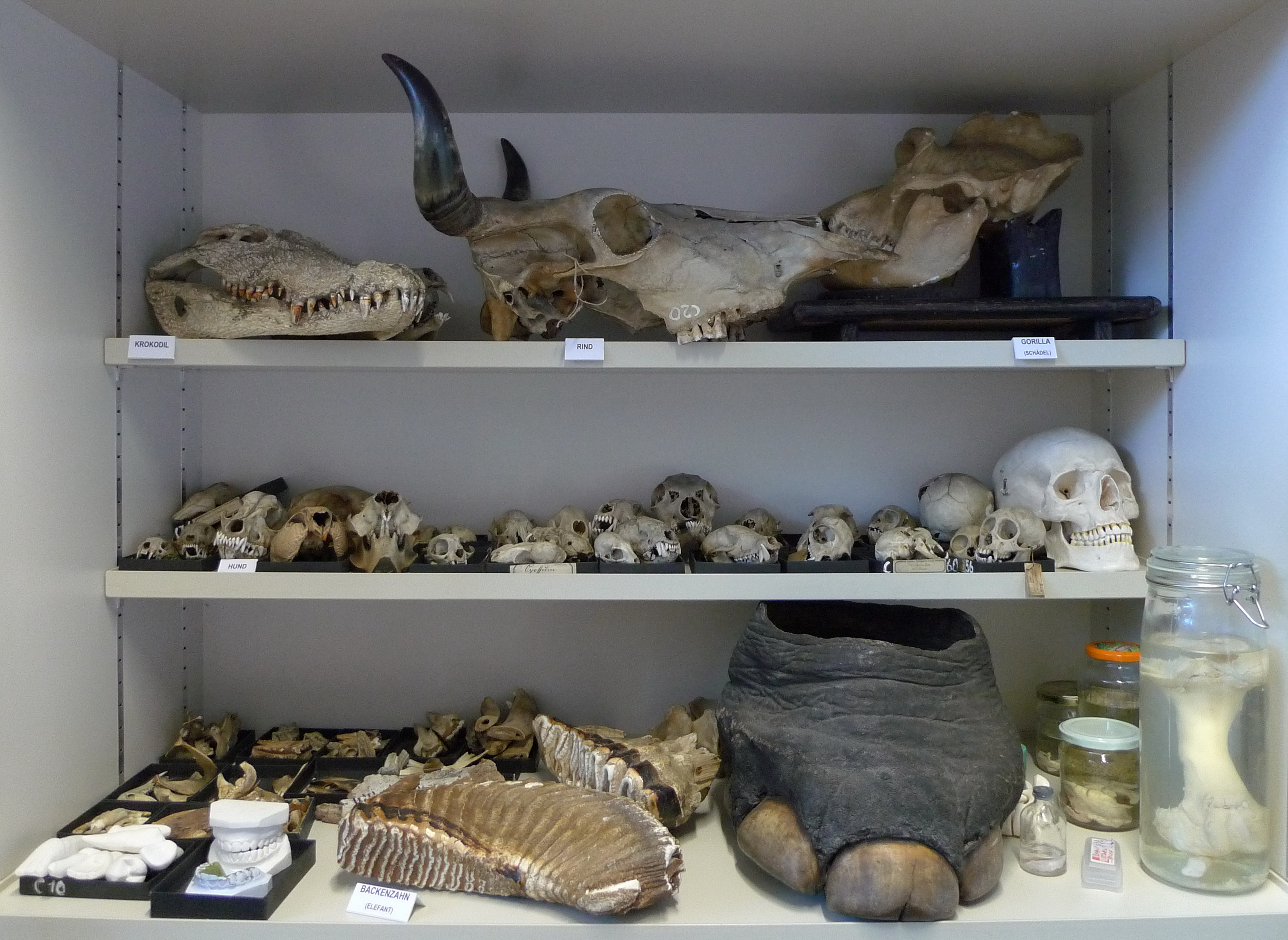
Akademisches Gymnasium Graz, historische Sammlung Biologie

## Varia

### Direktoren und Schulleiter des Gymnasiums seit 1850
Die Angaben sind der Festschrift „400 Jahre Akademisches Gymnasium Graz“, den Jahresberichten des Akademischen Gymnasiums Graz und der Website der Schule entnommen:
- 1850–1854: Pater Alexander Kaltenbrunner OSB, der erste „Direktor“ des Gymnasiums[120]
- 1854–18??: Pater Karlmann Hieber OSB
- 1863–1878: Pater Richard Peinlich OSB
- 1878–1885: Franz Pauly, der erste „weltliche“ Direktor des Gymnasiums
- 1883–1885: Johann Gutscher („Dienstleistung und Mitwirkung in der Direktion“: das Gymnasium hatte für 2 Jahre 2 Direktoren!)
- 1885–1892: Pater Ferdinand Maurer OCist
- 1892–1910: Arthur Steinwentner
- 1910–1920: Johann Gutscher
- 1920–1925: Lorenz Tretter
- 1925–1927: Karl Tertnik, der erste provisorische Leiter des Gymnasiums
- 1927–1935: Franz Pichler
- 1935–1937: Emmerich Kresbach, provisorischer Leiter
- 1937–1938: Johann Vogelsang, 1938 in ein KZ verschleppt
- 1938–1945: Viktor Gölles, Leiter als „Oberstudiendirektor“, gefallen 1945 als Soldat der Wehrmacht
- 1945: Wilhelm Bouvier, stellvertretender Leiter
- 1945–1948: Ferdinand Tremel, provisorischer Leiter
- 1948–1967: Ferdinand Tremel, Universitätsprofessor für Österreichische Geschichte, Obmann des Historischen Vereins für Steiermark, Mitglied der Historischen Landeskommission für Steiermark, korrespondierendes Mitglied der Österreichischen Akademie der Wissenschaften in Wien 1972, Träger des Erzherzog-Johann-Forschungspreises 1972[14][121]
- 1967–1968: Jaroslav Wenko, provisorischer Leiter[122]
- 1968–1986: Rudolf Kellermayr[123]
- 1987–2010: Josef Wilhelm[124]
- 2010–2023: Hildegard Kribitz, die erste Direktorin in der Geschichte des Akademischen Gymnasiums Graz[124]
- seit 2023: Franz Hasenhütl, seit 1. September 2023 Schulleiter, mit 1. November 2023 Direktor[1][2][83]

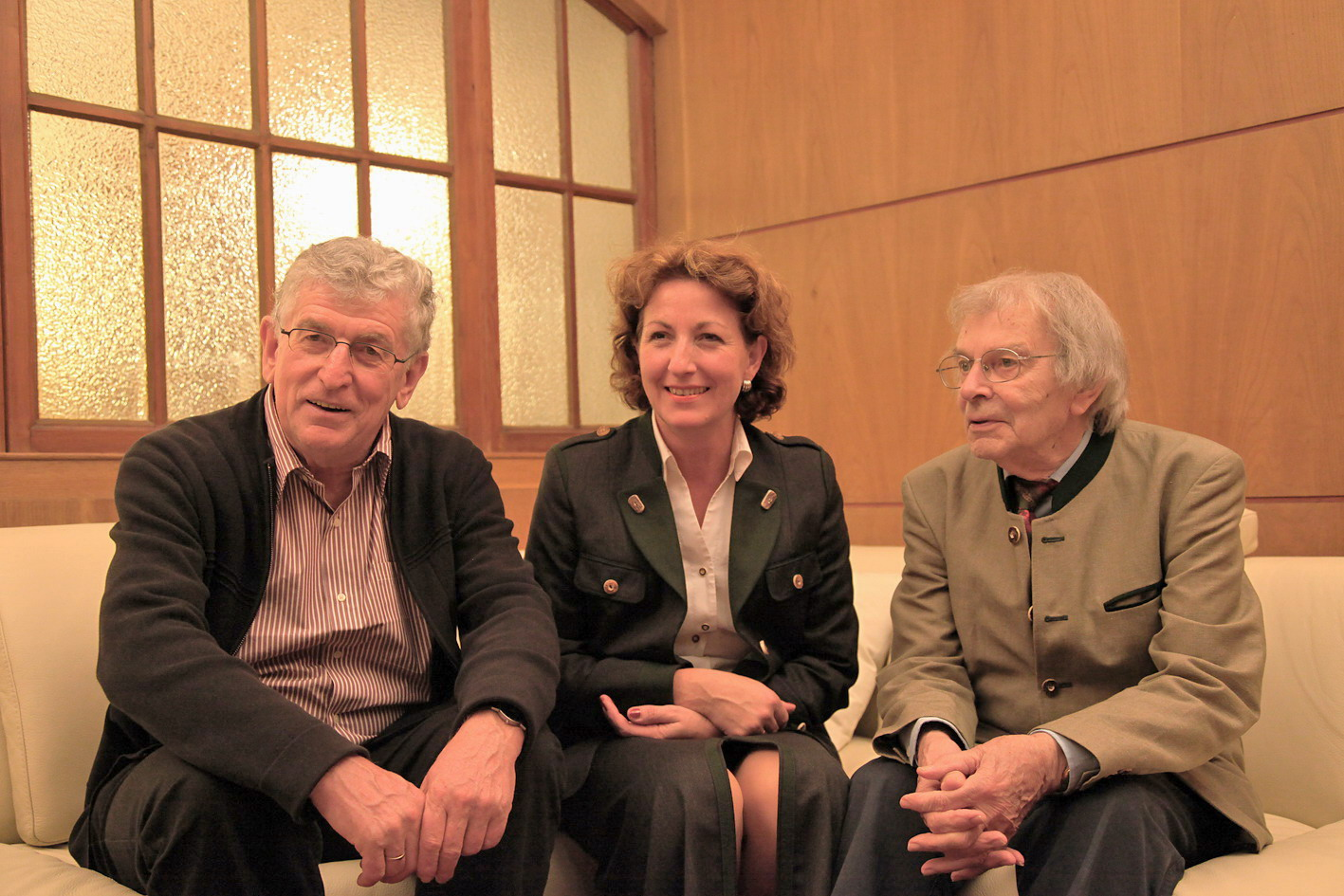
Drei Direktoren des Akademischen Gymnasiums Graz (von links nach rechts): Josef Wilhelm (1987–2010), Hildegard Kribitz (2010–2023), Rudolf Kellermayr (1968–1986), 2. Oktober 2010
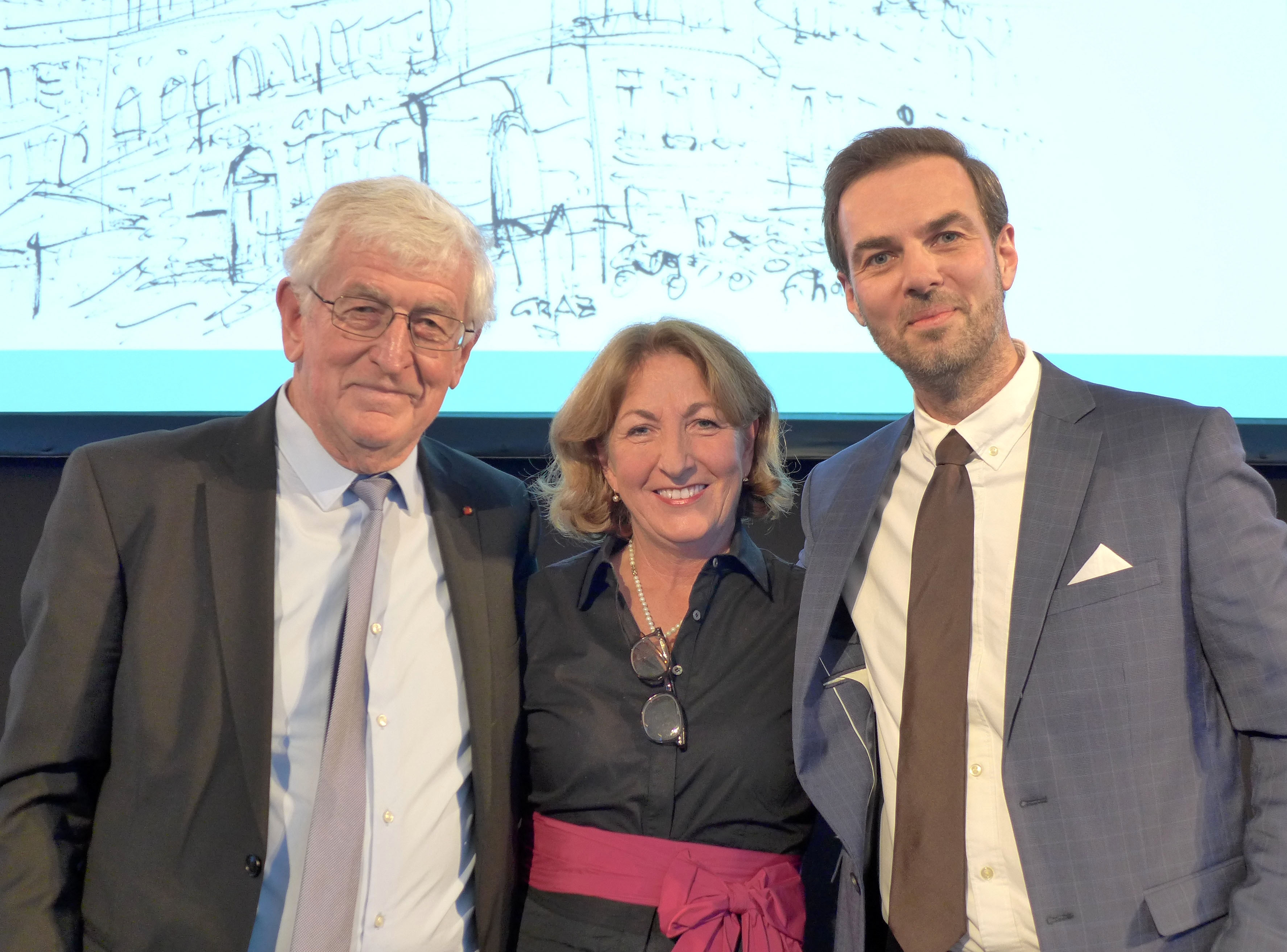
Drei Direktoren des Akademischen Gymnasiums Graz (von links nach rechts): Josef Wilhelm (1987–2010), Hildegard Kribitz (2010–2023), Franz Hasenhütl (seit 2023), 11. November 2023

### Bekannte ehemalige und aktive Lehrer

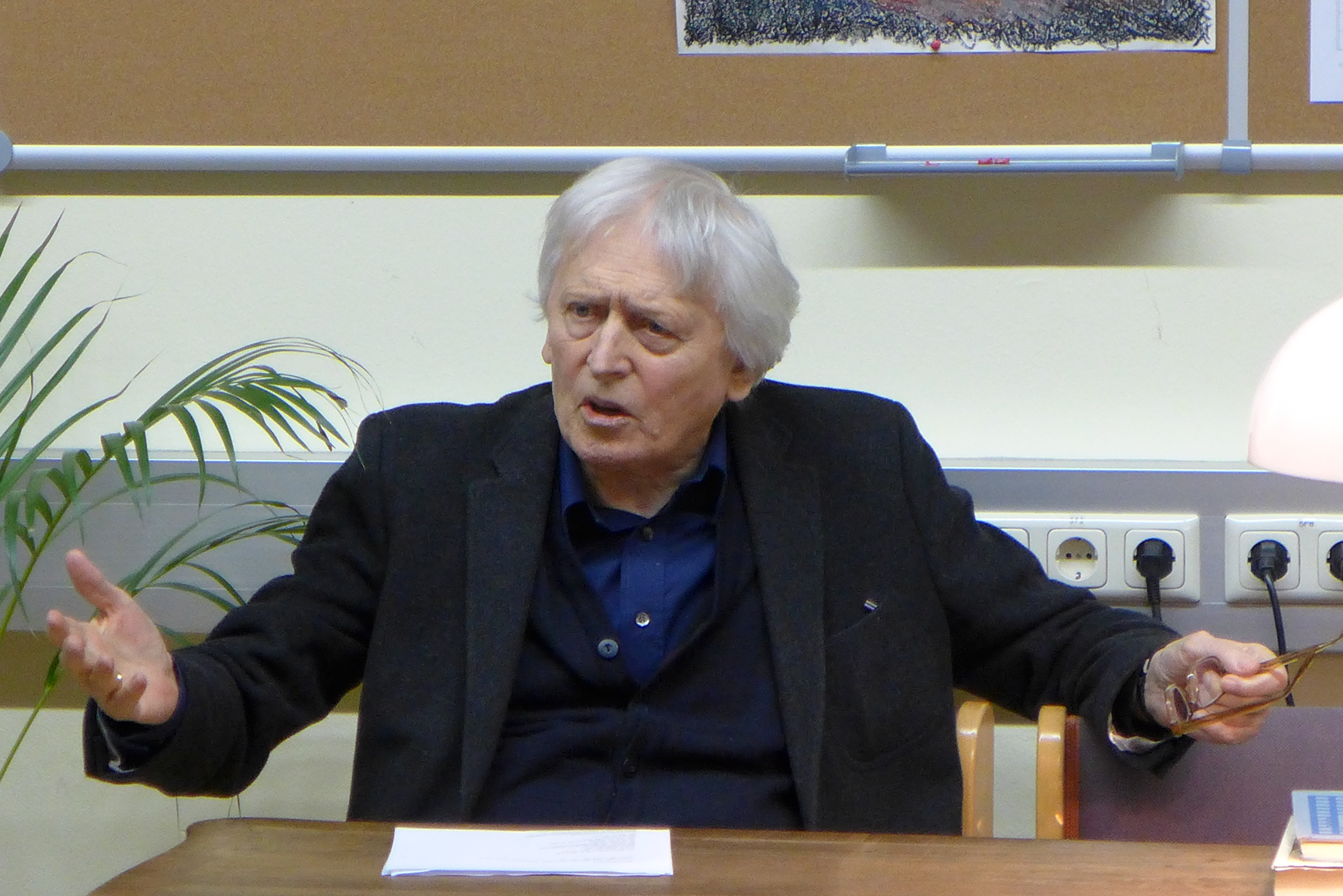
Alfred Kolleritsch bei seiner Lesung im Akademischen Gymnasium Graz anlässlich seines 85. Geburtstages, 10. März 2016

- Andreas Barth, Philosoph, Psychologe, Leibeserzieher und Weltmeister in Beach-Ultimate Frisbee 2004[125]
- Ernst Doblhofer, klassischer Philologe, Universitätsprofessor für Latinistik an der Christian-Albrechts-Universität zu Kiel, Träger des Theodor-Körner-Preises
- Alfred Doppler, Universitätsprofessor für Österreichische Literaturgeschichte und Allgemeine Literaturwissenschaft an der Universität Innsbruck, Träger des Theodor-Körner-Preises 1964 und des Kardinal-Innitzer-Preises 1966
- Ernst-Christian Gerhold, evangelischer Theologe und ehemaliger Superintendent der Evangelischen Superintendentur A. B. Steiermark
- Gerald Haas, Germanist, Leibeserzieher und Fachdidaktiker[126]
- Robert Hamerling, Dichter und Schriftsteller
- David Herzog, Historiker, Universitätsprofessor für Hebräisch und Arabisch und ehemaliger Landesrabbiner für Steiermark, Kärnten und – bis 1918 – für Krain
- Gottfried Hofmann-Wellenhof, Germanist, Leibeserzieher und Autor
- Alfred Kolleritsch, Schriftsteller, Germanist und Philosoph
- Franz Krones, Historiker, Universitätsprofessor für Österreichische Geschichte an der Karl-Franzens-Universität Graz, Mitglied der Historischen Landeskommission für Steiermark (seit 1892), korrespondierendes Mitglied der Akademie der Wissenschaften in Wien
- Heinz Kronasser, Universitätsprofessor für Vergleichende Sprachwissenschaft an der Universität Wien
- Bernhard Körner, katholischer Theologe und Universitätsprofessor für Dogmatik an der Universität Graz
- Walter Köstenbauer, bildender Künstler
- Hieronymus Lauterbach (1531–1577), Astronom, Mathematiker, Kalendermacher und Humanist
- Albin Lesky, klassischer Philologe, ordentliches Mitglied der Österreichischen Akademie der Wissenschaften (seit 1950), von 1963 bis 1969 deren Vize-Präsident und 1969/1970 deren Präsident; ehemaliger Rektor der Universität Wien
- Roman Lorenz, Musiker[127][128]
- Wolfgang J. Pietsch, Germanist und klassischer Philologe[129]
- Andreas Schnider, Politiker und katholischer Theologe
- Hartmut Urban, Künstler (Maler und Grafiker)
- Alfred Wickenburg, Künstler (Maler und Grafiker)

### Bekannte Schüler und Absolventen
- ?–1736 Aquilin Julius Caesar, steiermärkischer Historiker und Augustiner-Chorherr
- vor 1771: Franz Xaver Gmeiner, Philosoph, Theologe, Kirchenhistoriker und Kirchenrechtler
- vor 1780: Christoph von Schwitzen, Verwaltungsbeamter in Graz
- 1784–1788: Joseph von Hammer-Purgstall, Diplomat und Orientalist
- 1802–1809: Vincenz August Wagner, Jurist und Hochschullehrer an der Universität Wien
- 1811–1819: Adalbert Johann Polsterer, Historiker, Journalist und Schriftsteller
- vor 1815: Josef Knar, Mathematiker und Politiker
- ab 1813: Florian von Macchio, Offizier, Feldmarschallleutnant
- ab 1833: Karl Ritter von Stremayr, Jurist, Politiker, Ministerpräsident Cisleithaniens und Präsident des Obersten Gerichtshofes
- 1849–1852: Leopold Schrötter, Ritter von Kristelli, Arzt und Sozialmediziner, gründete 1871 die erste laryngologische Klinik der Welt im Wiener Allgemeinen Krankenhaus und 1896 die Lungenheilanstalt Alland (Eröffnung 1898)[130]
- vor 1856: Johann Peyritsch, Mediziner und Botaniker
- 1877–1885: Hans Kloepfer, Arzt und Schriftsteller
- 1882–1887: August Musger, Priester und Physiker, Pionier der Filmkunst und Erfinder der Zeitlupe, Lehrer von Hanns Koren
- 1887–1895: Franz Xaver Mayr, Kurarzt und Gastroenterologe
- 1899 (Reifeprüfung als Externistin): Maria Schuhmeister, die erste Frau, die in Österreich bzw. in Graz das Studium der Medizin absolvierte (1900–1905)
- 1900 (Reifeprüfung als Externistin): Oktavia Aigner-Rollett, die zweite Frau, die an der Universität Graz das Studium der Medizin abschloss (1905), und die erste Frau, die in Graz als Ärztin eine Praxis eröffnete (1907)
- 1904 (Reifeprüfung): Walter von Semetkowski, steirischer Landeskonservator und Volksbildungsreferent
- 1900–1908: Friedrich Popelka, Historiker, Archivar, Universitätsprofessor und Direktor des steiermärkischen Landesarchivs in Graz (1950 bis 1955), Mitglied der Historischen Landeskommission für Steiermark (seit 1935)
- 1909 (Reifeprüfung): Bruno Kurzweil, Rechtsanwalt der Sozialdemokratischen Partei
- 1910 (Reifeprüfung): Angelika Szekely, Physikerin, als zweite Frau in Physik an der Universität Graz promoviert (1917)
- 1906–1914: Albin Lesky, klassischer Philologe und ehemaliger Rektor der Universität Wien
- 1909–1917: Otto Neugebauer, Mathematiker, Astronom und Ägyptologe
- 1922–1924: Max Kaser, Rechtswissenschaftler und Universitätsprofessor
- 1920–1928: Otto Burkard, Geophysiker, Pionier der Weltraumforschung und ehemaliger Rektor Universität Graz
- 1924–1932: Heinz Kronasser, Universitätsprofessor für Vergleichende Sprachwissenschaft an der Universität Wien
- 1930–1939: Hans Lohberger, Schriftsteller
- 1931–1939: Otto Eichhorn, Neurologe und Psychiater
- 1938–1945: Johann Weber, Altbischof der Diözese Graz-Seckau
- 1943–1951: Helmut Moritz, Geodät
- 1946–1954: Gottfried Schatz, Biochemiker (USA), Promotion zum Dr. phil. sub auspiciis praesidentis 1961
- 1948–1956: Raoul Kneucker, Rechtswissenschafter, Träger des Theodor-Körner-Preises 1965 und 1966, 1970 Generalsekretär der Österreichischen Rektorenkonferenz
- 1948–1956: Gerald Szyszkowitz, Fernsehfunktionär, Regisseur, Schriftsteller und Maler
- 1953–1961: Heinrich Schnuderl, katholischer Theologe, Priester der Diözese Graz-Seckau und Grazer Dompfarrer
- 1960–1968: Günther Zgubic, katholischer Theologe, Priester der Diözese Graz-Seckau und Menschenrechtsaktivist
- 1961–1967: Franz Dobusch, Politiker, ehemaliger Bürgermeister von Linz (SPÖ)
- 1963–1971: Martin Bartenstein, Unternehmer und Politiker (ÖVP)
- 1964–1972: Walther Wegscheider, Zahnarzt und Universitätsprofessor
- 1965–1973: Peter Pakesch, Ausstellungskurator und Museumsleiter
- 1968–1976: Christa Neuper, geb. Schönberger, Neuropsychologin und erste Rektorin der Universität Graz
- 1970–1978: Katharina Cortolezis-Schlager, ehemalige Wiener Stadträtin und Abgeordnete im Nationalrat (ÖVP)
- 1970–1978: Michael Glawogger, Filmregisseur, Drehbuchautor und Kameramann
- 1970–1978: Michael Jungwirth, Journalist[131][132]
- 1970–1978: Wilfried Ohms, Schriftsteller, Orientalist und Philosoph
- 1970–1978: Andreas Schnider, katholischer Theologe und Abgeordneter im Bundesrat (ÖVP)
- 1972–1981: Christian Jungwirth, Fotograf[133][134]
- 1973–1981: Harald Posch, Schauspieler, Regisseur und Theaterintendant
- 1973–1981: Markus Schirmer, Pianist und Universitätsprofessor an der Universität für Musik und darstellende Kunst Graz
- 1975–1983: Harald Haslmayr, Universitätsprofessor an der Universität für Musik und darstellende Kunst Graz[135][136]
- 1975–1983: Thomas Roth, Filmschaffender
- 1977–1985: Monika Wogrolly, Schriftstellerin, Philologin
- 1978–1986: Aglaia Szyszkowitz, Schauspielerin
- 1978–1986: Helwig Brunner, Schriftsteller
- 1978–1986: Judith Schwentner, Politikerin und Grazer Stadträtin für Umwelt und Frauen (Die Grünen)
- 1979–1986: Wolfram Abt, Musiker[137][138]
- 1979–1987: Werner Strenger, Schauspieler, Universitätsprofessor und Vizerektor an der Universität für Musik und darstellende Kunst Graz[139][140][141]
- 1980–1988: Adrian Eröd, Opernsänger
- 1981–1989: Kristina Edlinger-Ploder, Politikerin
- 1982–1990: Martina Zinner, Schauspielerin, Moderatorin, Sängerin[142][143]
- 1986–1992: Gerald Hartwig, Künstler[144][145]
- 1985–1993: Clemens Heuberger, Universitätsprofessor für Diskrete Mathematik an der Alpen-Adria-Universität Klagenfurt[146][147]
- 1987–1995: Josef Mantl, Jurist und Kommunikationsunternehmer[148][149]
- 1987–1995: Constantin Luser, Künstler
- 1988–1996: Gernot Haas, Schauspieler
- 1988–1996: Gaby Konrad, Fernsehmoderatorin
- 1988–1996: Andreas Unterweger, Schriftsteller und Songwriter
- 1989–1994: Matthias Trattnig, Eishockeyspieler
- 1990–1998: Christo Buschek, Informationstechniker, Investigativjournalist, BuzzFeed-Mitarbeiter und Träger des Pulitzer-Preises 2021 in der Kategorie International Reporting[150][151][152]
- 1990–1994: Christoph Luser, Schauspieler
- 1990–1998: Christian Wigand, Theologe und Diplomat[153], seit September 2024 amtsführender Leiter der EU-Kommissionsvertretung in Österreich[154]
- 1992–2000: David Wehle, Schauspieler, Regisseur und Sänger[155]
- 1996–2004: Alexander Absenger, Schauspieler und Nestroy-Preisträger (2020)[156]
- 1998–2006: Leander Khil, Ornithologe, Naturschutzbiologe, Fotograf, Autor und Filmemacher[157][158]
- 2001–2006: Maria Eichlseder, Informatikerin mit Forschungsschwerpunkt im Bereich der Kryptografie[159]
- 2000–2008: Philipp Hansa, Ö3-Moderator[160]

Weitere bekannte Schüler und Absolventen der Schule (ohne Angabe der jeweiligen Schulzeit):
- Christa Baich, Ordensfrau, Theologin und Personalentwicklerin in der Erzdiözese Salzburg[161][162]
- Michael Csoklich, ORF-Journalist (2007–2014 Leiter der Wirtschaftsredaktion Radio)[163][164]
- Olga Flor, Literatin und Mitglied der Grazer Autorenversammlung
- Moritz Gogg, Opernsänger mit der Stimmlage Bariton und Ensemblemitglied der Staatsoper Hamburg
- Ulrike Haberl-Schwarz, Präsidentin des Landesgerichtes Leoben[165]
- Andreas Haidacher, Vizepräsident des Oberlandesgerichtes Graz[166]
- Gotthold Hasenhüttl, Theologe
- Karin Kienzer, Schauspielerin
- Cornelia Krebs, ORF-Journalistin[167]
- Alfred Mell, Jurist und Historiker, Direktor des Heeresgeschichtlichen Museums
- Gerd Obetzhofer, Präsident des Landesgerichts für Strafsachen Graz[168]
- Dietmar Pflegerl, Theaterregisseur und Intendant des Stadttheaters Klagenfurt
- Leopold Schuster, Fürstbischof von Seckau
- Leopold Städtler, Prälat und ehemaliger Generalvikar der Diözese Graz-Seckau
- Jördis Steinegger, Profi-Schwimmerin, 95-fache österreichische Staatsmeisterin, mehrfache Europa-, Weltmeisterschafts- und Olympiateilnehmerin
- Theodor Unger, Numismatiker und Dialektologe
- Stefan Wallner, Politiker und Kabinettschef von Vizekanzler Werner Kogler im Bundesministerium für Kunst, Kultur, öffentlichen Dienst und Sport (Die Grünen)
- Wolfhard Wegscheider, Rektor der Montanuniversität Leoben von 2003 bis 2011
- Michael Wrentschur, Kulturschaffender[169][170]
- Katharina Wressnig, Filmschauspielerin, Drehbuchautorin, Regisseurin[171][172]